# Luis XVIII de Francia
Luis XVIII de Francia (Palacio de Versalles, 17 de noviembre de 1755-París, 16 de septiembre de 1824), también llamado por sus partidarios como «el Deseado» (le Désiré), fue rey de Francia y de Navarra entre 1814 y 1824, siendo el primer monarca de la restauración borbónica en Francia, con excepción del periodo conocido como los «Cien Días» en que Napoleón I recuperó brevemente el poder.
Desde su juventud, y hasta inicios de la Revolución francesa, ostentó el título de conde de Provenza. Sin embargo, el 21 de septiembre de 1792, la Convención Nacional abolió la monarquía y todos los títulos nobiliarios relacionados al Antiguo régimen, por lo que Luis XVI fue depuesto del trono, y más tarde sería juzgado, condenado, y ejecutado en la guillotina. Cuando el joven Luis XVII, el hijo de Luis XVI, murió en la cárcel en junio de 1795, Luis XVIII sucedió a su sobrino como rey «titular» de Francia en el exilio.
Luis XVIII pasó veintitrés años en el exilio (1791-1814). En dicho periodo recorrió toda Europa, pasando por Prusia, el Imperio ruso, y finalmente acabó instalándose en Gran Bretaña, en donde permaneció hasta su regreso a Francia en 1814, cuando —ayudado por la Sexta Coalición—, recuperó su posición de monarca, cargo que tanto él como sus partidarios consideraban parte de su derecho divino. No obstante, Napoleón escapó de Elba con la intención de restaurar su imperio, por lo que el monarca Borbón se vio obligado a huir de París. Se formó una Séptima Coalición la cual declaró la guerra a Bonaparte derrotándolo completamente en Waterloo, y restituyendo de forma definitiva a Luis XVIII en el trono de Francia. 
Luis XVIII gobernó como rey poco menos de una década, y en cuyo reinado se enfocó en consolidar la posición de los Borbones como gobierno monárquico, e intentando restaurar la deteriorada imagen de su familia ante el pueblo francés; a su vez, tuvo que lidiar con una incontrolable Cámara baja —y más adelante con muchas facciones opuestas entre sí—, apoyar  a sus aliados políticos como los Borbones en Italia, e intervenir militarmente en favor de Fernando VII, a quien ayudó a sofocar una revolución en su contra. Su forma de gobierno se constituyó en una monarquía constitucional, a diferencia del Ancien Regime, que era una monarquía absolutista, por lo que la prerrogativa real de Luis XVIII se redujo sustancialmente gracias a la Carta que este mismo promulgó como una especie de Constitución para Francia. Luis XVIII murió sin hijos en 1824, por lo que la corona pasó a su hermano Carlos, conde de Artois. Luis XVIII sería el último monarca francés en ejercer el gobierno hasta su muerte.
Al comienzo de su reinado y durante la mayoría del mismo, desplegó una actitud de conciliación nacional entre sus partidarios monárquicos, —y su vertiente más radical, los «ultras»—, con sus opositores republicanos, y bonapartistas, llegando a respetar ciertos aspectos surgidos en la Revolución. A pesar de la falta de apoyo de su hermano Carlos y sus opositores, la política de conciliación de Luis XVIII tuvo éxito hasta su muerte.

## Infancia
Luis Estanislao Javier nació el 17 de noviembre de 1755 en el palacio de Versalles, sexto hijo de Luis, Delfín de Francia y María Josefa de Sajonia, y nieto del rey Luis XV. Recibió el título de conde de Provenza, pero tras el ascenso de su hermano Luis XVI al trono fue generalmente conocido como «Monsieur», el título normalmente aplicado al hermano de mayor edad (el «mayor» de los «menores») del rey de Francia. Fue bautizado Louis Stanislas Xavier seis meses después de su nacimiento, de acuerdo con la tradición de la familia Borbón, siendo sin nombre, antes de su bautismo. Por este acto, también se convirtió en caballero de la Orden del Espíritu Santo. El nombre de Luis fue otorgado debido a que era el nombre típico de un príncipe de Francia; Estanislao fue elegido en honor a su bisabuelo materno el rey Estanislao Leszczynski de Polonia, y Javier fue elegido por san Francisco Javier, a quien la familia de su madre tenía como uno de sus santos patrones.
En el momento de su nacimiento, Luis Estanislao era el cuarto en la línea al trono de Francia, detrás de su padre y sus dos hermanos mayores: Luis Javier de Francia, duque de Borgoña, y Luis Augusto, duque de Berry. El primero de los hermanos murió en 1761, y su padre el Delfín en 1765. Las dos muertes elevaron a Estanislao al segundo lugar en la línea de sucesión, mientras que Luis Augusto adquirió el título de delfín.

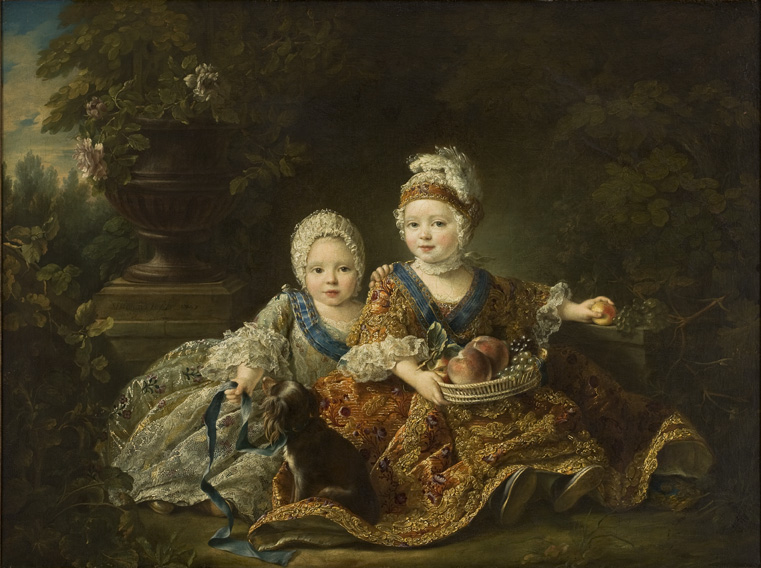
El pequeño Luis XVIII junto a su hermano Luis Augusto (futuro Luis XVI) vestidos de niñas como era costumbre con los nobles en esa época, retratados en 1757 por François-Hubert Drouais.

Estanislao encontró consuelo en su gobernanta, Madame de Marsan, quien ejerció el papel de «Gobernanta de los Hijos Reales», ya que fue considerado como el favorito entre sus hermanos. Estanislao fue separado de su institutriz al cumplir los siete años de edad, cumpliendo el tiempo en que la educación de los niños de sangre real y de la nobleza era entregada a los hombres para su nueva instrucción. Antoine de Quélen de Stuer de Caussade duque de La Vauguyon, amigo de su padre, fue nombrado su instructor.
Luis Estanislao de joven demostró ser un chico inteligente, sobresaliendo en temas clásicos. Su educación fue de la misma calidad y consistencia que la de su hermano mayor, Luis Augusto, a pesar de ser este el heredero. La educación de Estanislao fue bastante religiosa en su naturaleza, muchos de sus profesores fueron eclesiásticos. La Vauguyon inculcó en el joven y a sus hermanos, la forma en que deberían actuar los príncipes, deben «saber retirarse por sí mismos, y gustar el trabajar» y «saber cómo razonar correctamente».
En abril de 1771, la educación de Estanislao concluyó formalmente, más adelante estableció su propio hogar, lo cual asombró a sus contemporáneos por su extravagancia. En 1773, llegó a tener 390 empleados domésticos. En el mismo mes en que estableció su hogar, le fueron concedido varios títulos por su abuelo, Luis XV los cuales fueron: duque de Anjou, conde de Maine, conde de Perche, y conde de Senoches, aunque principalmente se le conoció con el título del conde de Provenza.
El 17 de diciembre de 1773, Luis Estanislao fue nombrado gran maestre de la Orden de San Lázaro de Jerusalén.

## Matrimonio

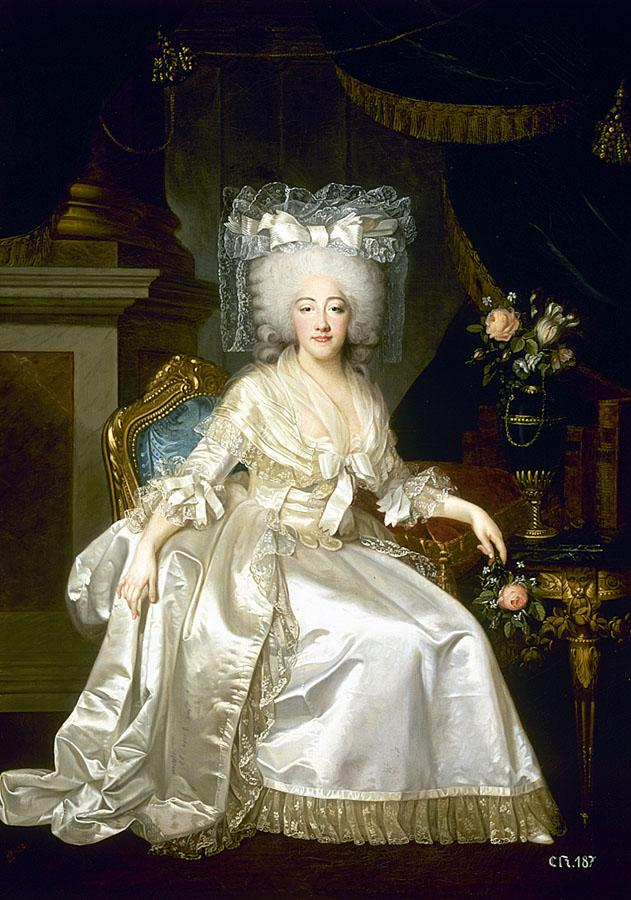
María Josefina de Saboya (1753-1810), esposa de Luis XVIII, retratada por Alexander Kucharsky alrededor de 1790.

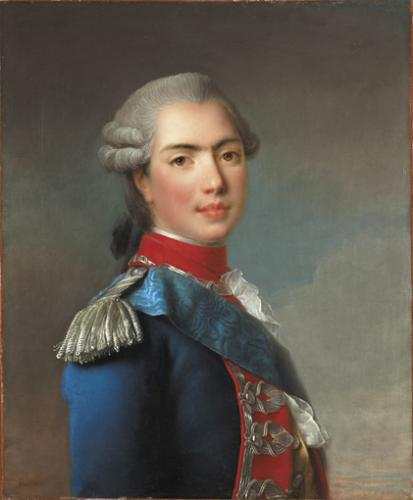
Retrato del joven Luis Estanislao Javier, realizado entre 1765 a 1771, por Louis Michel Van Loo.

El 14 de mayo de 1771, Luis Estanislao se casó con la princesa María Josefina de Saboya (1753-1810), hija de Víctor Amadeo, duque de Saboya, —futuro rey de Cerdeña—, y su esposa María Antonia de Borbón. Su hermano Carlos se casó con la princesa María Teresa, hermana de María Josefina, por lo que ambos matrimonios estuvieron fuertemente emparentados.
La boda se realizó con bastante lujo el 20 de mayo de 1771. Sin embargo, Estanislao encontró repugnante a su esposa, a quien consideraba fea, tediosa e ignorante de las costumbres de la corte de Versalles. El matrimonio se mantuvo durante años sin consumarse. Los biógrafos de Luis XVIII no se ponen de acuerdo sobre la razón. Según afirma la biógrafa Antonia Fraser, el conde de Provenza padecía de una supuesta impotencia, o también que la poca voluntad de dormir con su esposa era debida a la falta de higiene personal de ésta. Josefina nunca se cepillaba los dientes, ni se arreglaba las cejas, o siquiera llegó a utilizar algún perfume. En el momento de su matrimonio, Estanislao ya era obeso, contoneándose en vez de caminar. Nunca realizó ejercicio para remediarlo y continuó comiendo enormes cantidades de comida.
A pesar de que Estanislao no estaba enamorado de su esposa, se jactaba en que él y su esposa disfrutaban de relaciones conyugales vigorosas, aunque esas declaraciones eran poco creídas por los cortesanos de Versalles. También proclamaba seguidamente de que su esposa estaba embarazada, cosa que decía simplemente para fastidiar a su hermano mayor y a su esposa María Antonieta, quienes todavía no habían consumado su matrimonio. El delfín y Estanislao no gozaban de una relación armoniosa y discutían a menudo, al igual que sus mujeres. En 1774 Estanislao consigue finalmente embarazar a su esposa, después de haber superado sus diferencias con ella. Sin embargo, el embarazo terminó en un aborto involuntario. Un segundo embarazo en 1781 también tuvo un aborto espontáneo y el matrimonio nunca tuvo hijos.

## En la corte de su hermano

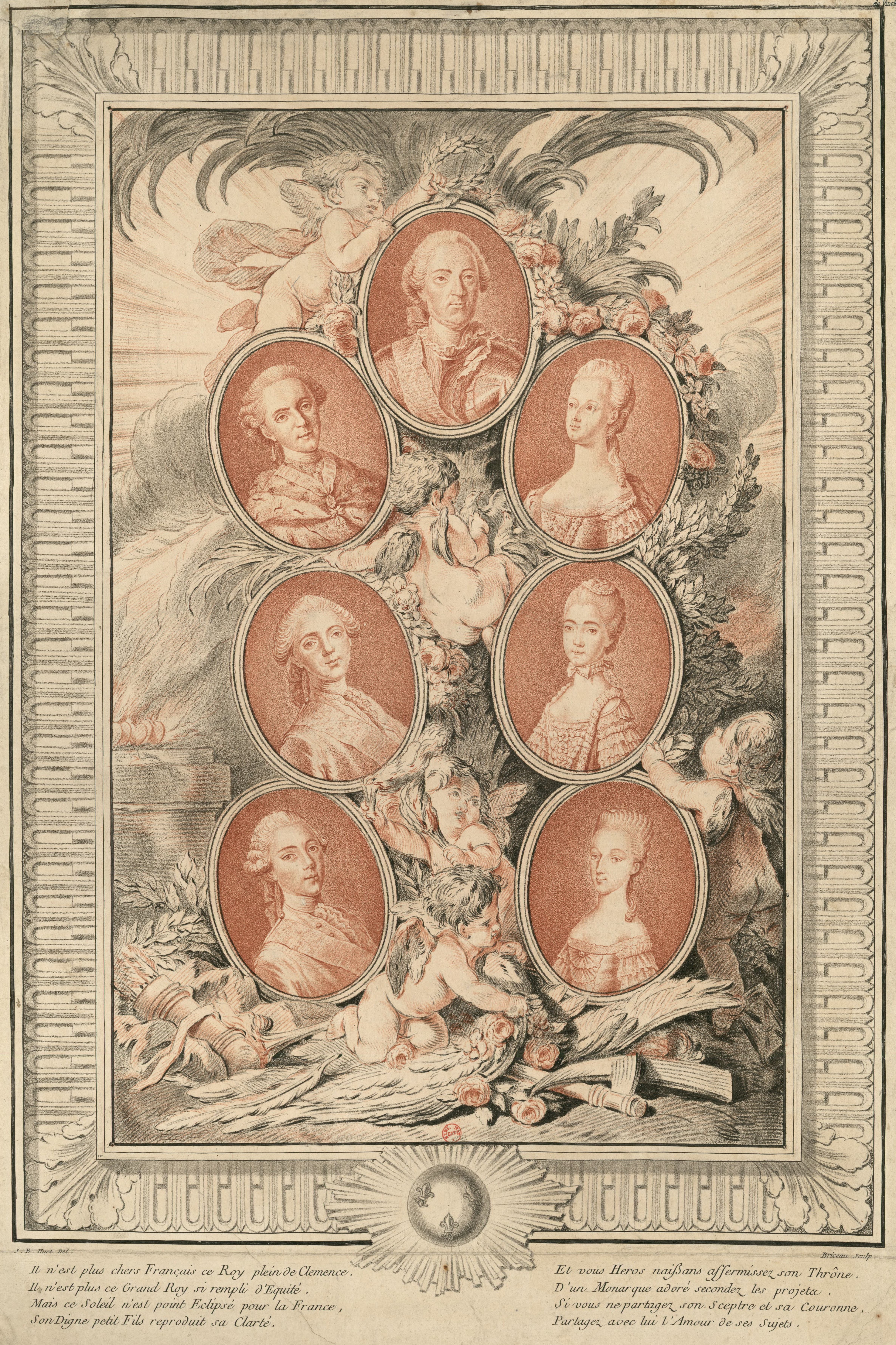
Nietos de Luis XV y sus esposas cerca de 1775.

El 27 de abril de 1774, Luis XV cayó enfermo después de haber contraído viruela y murió el siguiente 10 de mayo. El delfín, Luis Augusto, sucedió a su abuelo como el rey Luis XVI. Luis Estanislao anhelaba tener influencia política. Trató de ser admitido en el consejo del rey en 1777, pero fracasó, por lo que fue dejado en un limbo político, el cual denominó «una brecha de 12 años de mi vida política». Luis XVI le concedió ingresos a su hermano con el ducado de Alençon en diciembre de 1774. El ducado le fue dado para mejorar su patrimonio personal, sin embargo solo se consiguieron ingresos de 300 000 libras al año, los cuales eran mucho menores de los que el ducado había dado durante su apogeo en el siglo XIV.

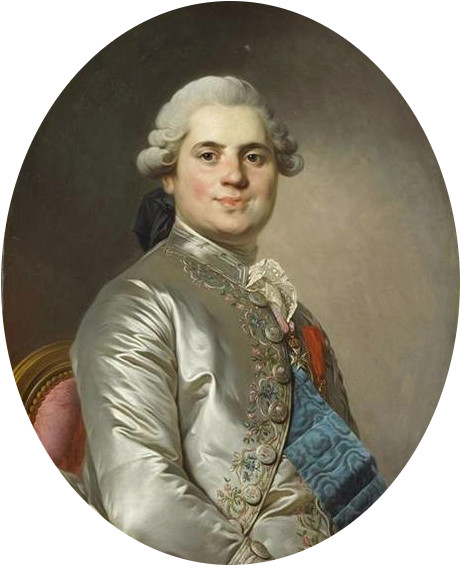
Luis Estanislao Javier, durante el reinado de su hermano, Luis XVI. Retrato de Joseph Duplessis.

Luis Estanislao viajó más a través de Francia que otros miembros de la familia real, que rara vez dejaban la capital. En 1774, acompañó a su hermana Clotilde a Chambéry en el viaje para encontrarse con su esposo Carlos Manuel, Príncipe de Piamonte, heredero del trono de Cerdeña. En 1775, visitó Lyon y también a sus tías María Adelaida de Francia y Victoria de Francia cuando estaban tomando las aguas en Vichy. Los cuatro giras provinciales que Estanislao tomó antes del año 1791 supusieron un tiempo total de tres meses.
El 5 de mayo de 1778, el doctor Lassonne, médico privado de María Antonieta, confirmó su embarazo. El 19 de diciembre de 1778, la Reina dio a luz a una hija, a la cual llamó María Teresa Carlota de Francia y recibió el título honorífico «Madame Royale». El nacimiento de una niña llegó como un alivio para el conde de Provenza, quien mantuvo su posición como heredero de Luis XVI, ya que la ley Sálica excluía a las mujeres de acceder al trono de Francia. Sin embargo, Estanislao no permaneció como heredero al trono mucho más tiempo. El 22 de octubre de 1781, María Antonieta dio a luz al delfín Luis José. El conde de Provenza y su hermano, el conde de Artois, sirvieron como padrinos junto a José II, emperador del Sacro Imperio, el hermano de la reina. María Antonieta dio a luz a su segundo hijo, Luis Carlos, el cual nació en marzo de 1785, Estanislao quedó un puesto más abajo en la línea de sucesión.

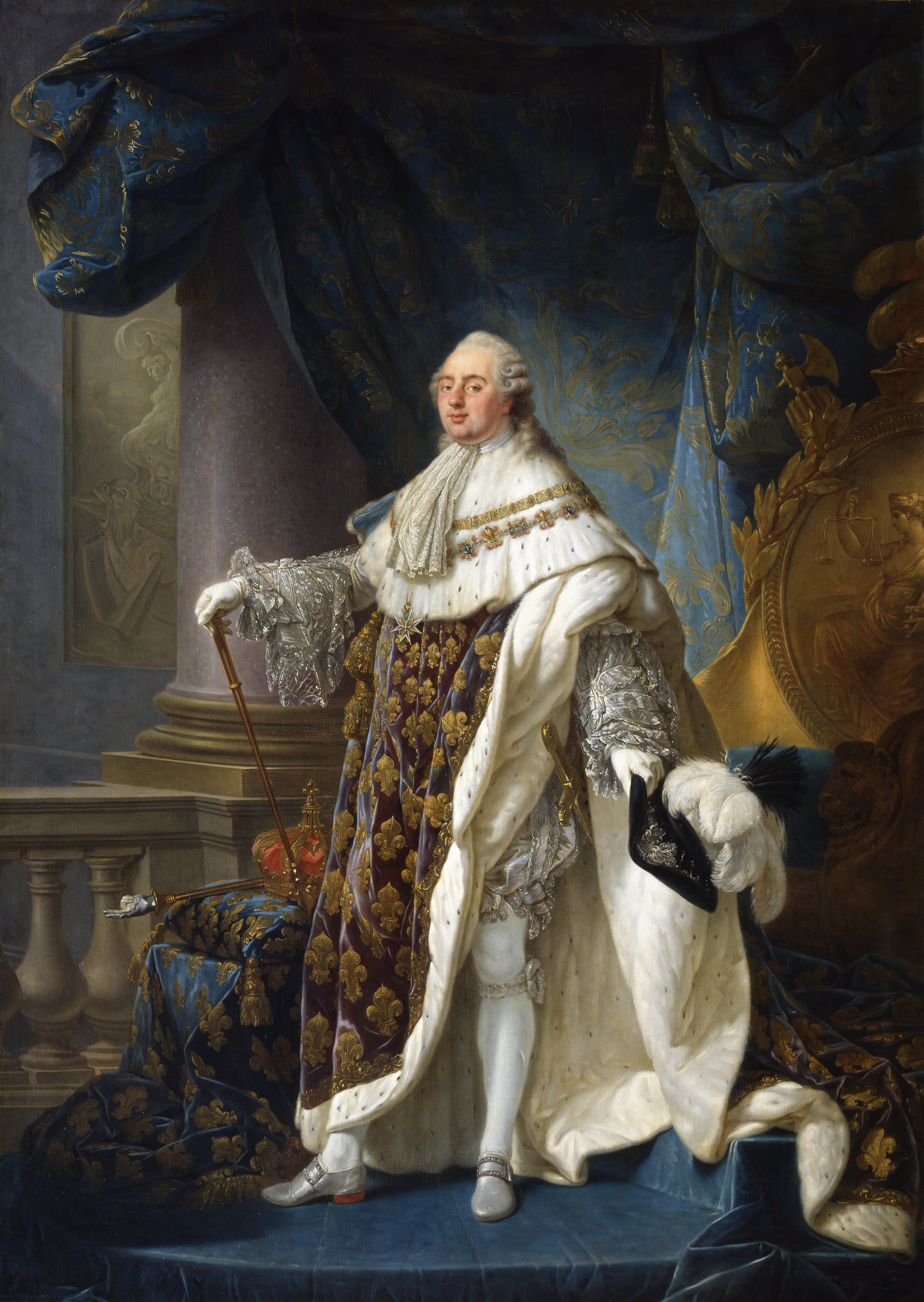
Luis XVI, rey de Francia y Navarra, hermano mayor de Luis Estanislao. Retrato de Antoine-François Callet

En 1780, Anne Nompar de Caumont, condesa de Balbi, entró al servicio de María Josefina. Luis Estanislao pronto se enamoró de la nueva dama de honor de su esposa y la convirtió en su amante, lo que dio como resultado un mayor enfriamiento en su relación como pareja. Estanislao encargó un pabellón para su amante en una parcela que se conoció como el Parc Balbi en Versalles.
El conde de Provenza mantuvo un estilo de vida tranquilo y sedentario al no tener mucho que hacer debido a su autoproclamada exclusión política en 1774. Se mantenía ocupado con su amplia biblioteca de más de 11 000 libros en el pabellón de Balbi, dedicándose a la lectura durante varias horas cada mañana. A principios de la década de 1780, también incurrió en enormes deudas por un total de 10 millones de libras, las cuales fueron pagadas por su hermano Luis XVI.
Una Asamblea de notables, cuyos miembros consistieron en magistrados, alcaldes, los nobles y el clero, se celebró en febrero de 1787 para ratificar las reformas financieras solicitadas por el contralor general de Finanzas Charles Alexandre de Calonne. Esto proporcionó al conde de Provenza, —quien aborrecía las reformas radicales propuestas por Calonne—, la oportunidad que siempre había estado esperando para establecerse en la política. Las reformas proponían la implementación de un nuevo impuesto a la propiedad, y nuevas asambleas provinciales electas que tendrían que declarar en relación con los impuestos locales. Las reformas de Calonne fueron rechazadas de plano por los notables, y como resultado, Luis XVI lo despidió. El arzobispo de Toulouse, Étienne Charles de Loménie de Brienne, tomó el lugar de Calonne. Brienne intentó salvar las reformas de Calonne, pero al final no logró convencer a los notables para aprobarlas. Un frustrado Luis XVI disolvió la asamblea.

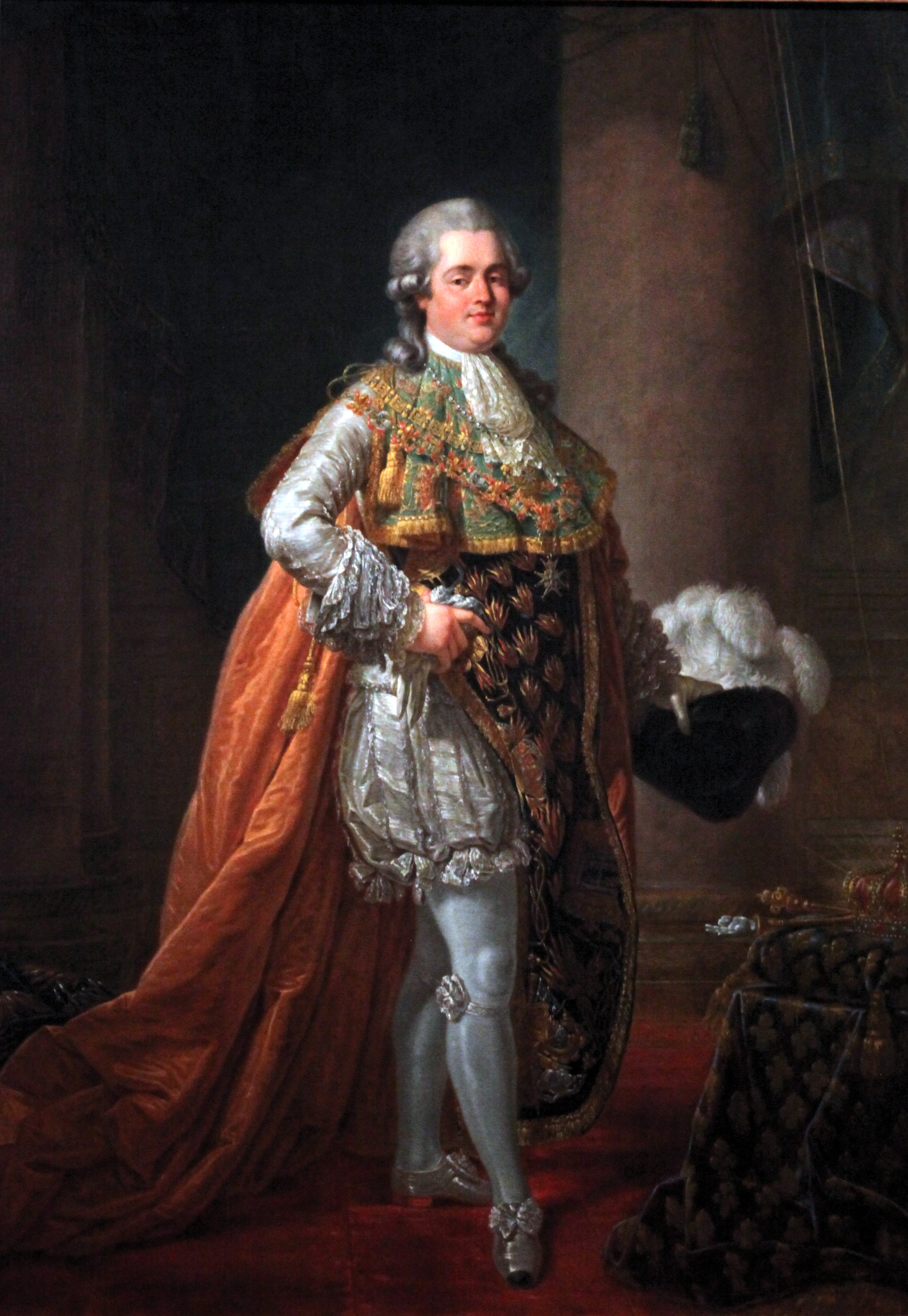
Luis Estanislao Javier como conde de Provenza, en 1788. Retrato de Antoine-François Callet.

Las reformas de Brienne se sometieron luego al Parlamento de París con la esperanza de que fueran aprobadas. Dicho parlamento era el encargado de ratificar los edictos del rey, y aunque cada provincia tenía su propio parlamento, el de París era considerado el más importante de todos. El Parlamento de París se negó a aceptar las propuestas de Brienne y aclaró que cualquier nueva imposición tendría que ser aprobada por los Estados Generales, el cual servía como un parlamento nominal de Francia. Luis XVI y Brienne tomaron una postura hostil contra este rechazo, y Luis XVI tuvo que poner en práctica un lit de justice, que registraba automáticamente un edicto en el Parlamento de París, para ratificar las reformas deseadas. El 8 de mayo, dos de los principales miembros del parlamento de París fueron detenidos. Hubo disturbios en Bretaña, Provenza, Borgoña y Béarn en reacción a la detenciones. Este descontento fue diseñado por los magistrados y nobles locales, que atrajeron a la gente a rebelarse contra el sistema de justicia establecido por el rey, que fue bastante desfavorable para los nobles y magistrados. El clero también se unió a la causa provincial, y condenaron las reformas fiscales de Brienne, quien reconoció su derrota en julio y estuvo de acuerdo en llamar a los Estados Generales a reunirse en 1789. Renunció a su cargo en agosto y fue sustituido por el magnate suizo Jacques Necker.
En noviembre de 1788 una segunda Asamblea de Notables, convocada por Necker, fue llamada a considerar la composición del próximo Estado General. El Parlamento de París recomendó que los Estados deberían ser los mismos que estaban en la última asamblea, celebrada en 1614, esto significó que el clero y la nobleza tendrían más representación que el Tercer Estado. Los notables rechazaron la propuesta de «doble representación». Por otro lado, Luis Estanislao fue el único notable que votó a favor de incrementar el tercer Estado. Necker estaba en desacuerdo con las críticas de los notables y convenció a Luis XVI de otorgar la representación adicional. Luis debidamente obligado lo hizo el 27 de diciembre.

### Estallido de la Revolución

Toma de la Bastilla de Jean-Pierre Houël. Dicho acto marcó el inicio de la Revolución francesa y la caída del Antiguo Régimen.

Los Estados Generales fueron convocados en mayo de 1789 para ratificar las reformas financieras. El conde de Provenza favoreció una posición incondicional contra el Tercer Estado y sus demandas de reforma tributaria. El 17 de junio, el Tercer Estado declaró una Asamblea Nacional, una Asamblea no de los Estados, sino del pueblo.
El conde de Provenza instó al rey a actuar duramente en contra de la declaración, mientras que el popular ministro del rey Jacques Necker le instó a comprometerse con la nueva asamblea. Luis XVI se mostró característicamente indeciso. El 9 de julio, la asamblea se declaró como «Asamblea Nacional Constituyente» al cual buscaba darle Francia una nueva constitución. El 11 de julio, Luis XVI despidió a Necker, acto que dio lugar a disturbios generalizados en todo París. El 12 de julio, un regimiento de caballería del príncipe de Lambesc Carlos Eugenio de Lorena cargó contra una multitud reunida en los jardines de las Tullerías, provocando con ello la toma de la Bastilla dos días después.
El 16 de julio, el conde de Artois dejó Francia con su esposa e hijos, junto con muchos otros cortesanos. Carlos se instaló con su familia en Turín, la capital de su suegro del Reino de Cerdeña, con la familia de los príncipes del conde.
El conde de Provenza decidió quedarse en Versalles. La familia real tenía planeado fugarse de Versalles a Metz, pero Estanislao aconsejó al rey que no dejase el palacio, una sugerencia que el rey aceptó.
La familia real se vio obligada a abandonar el palacio de Versalles un día después de la marcha de las mujeres a Versalles, el 5 de octubre de 1789. Fueron reubicados en París. Allí, el conde de Provenza y su esposa se hospedaron en el Palacio de Luxemburgo, mientras que el resto de la familia real se quedaron en el Palacio de las Tullerías. En marzo de 1791, la Asamblea Nacional creó una ley designando la regencia de Luis Carlos en caso de que su padre muriera, al ser el delfín todavía demasiado joven para reinar. Esta ley otorgaba la regencia de Luis Carlos a su pariente masculino más cercano en Francia, siendo en ese momento el conde de Provenza, seguido por el duque de Orleans y pasando por alto al conde de Artois por haber huido de Francia. Si el duque de Orleans no estuviera disponible, la regencia se presentaría a elecciones.
El conde de Provenza y su esposa huyeron a los Países Bajos Austríacos al mismo tiempo en que se realizó la fallida fuga de Varennes por parte de la familia real en junio de 1791.

## Exilio

### Los primeros años

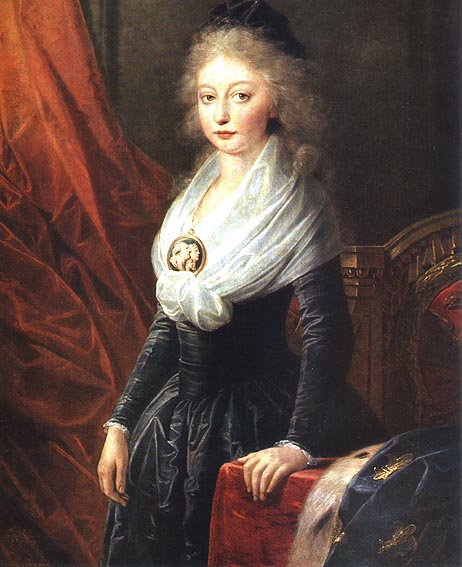
María Teresa de Francia, hija de Luis XVI, fue el único miembro de la familia real que logró escapar de los revolucionarios, con la ayuda de su tío. Óleo de Heinrich Füger.

Cuando el conde de Provenza llegó a los Países Bajos —en ese entonces conocida como Holanda—, se proclamó de facto regente de Francia. Expuso un documento que él y Luis XVI habían escrito antes del fallido escape de este último a Varennes. El documento le otorgaba la regencia en el caso de muerte o incapacidad de su hermano para llevar a cabo su papel de rey. Se unió a los otros príncipes en el exilio en Coblenza poco después de la fuga. Fue allí en donde él, el conde de Artois, y el príncipe de Condé proclamaron su objetivo de invadir Francia. Mientras tanto en París, Luis XVI se mostró enormemente molesto por el comportamiento de sus hermanos. Provenza envió emisarios a varias cortes europeas pidiendo ayuda financiera, soldados y municiones. Artois aseguró un castillo por la corte en el exilio en el electorado de Tréveris, donde su tío materno, Clemente Wenceslao de Sajonia, era el arzobispo-elector. Las actividades de los emigrados dieron sus frutos cuando los gobernantes de Prusia y el Sacro Imperio Romano se reunieron en Dresde. Estos lanzaron la Declaración de Pillnitz en agosto de 1791, que instó a Europa a intervenir en Francia si eran amenazados Luis XVI o su familia. El apoyo de Provenza a la declaración no fue bien recibida en Francia, ni por los ciudadanos ordinarios ni por el propio Luis XVI.

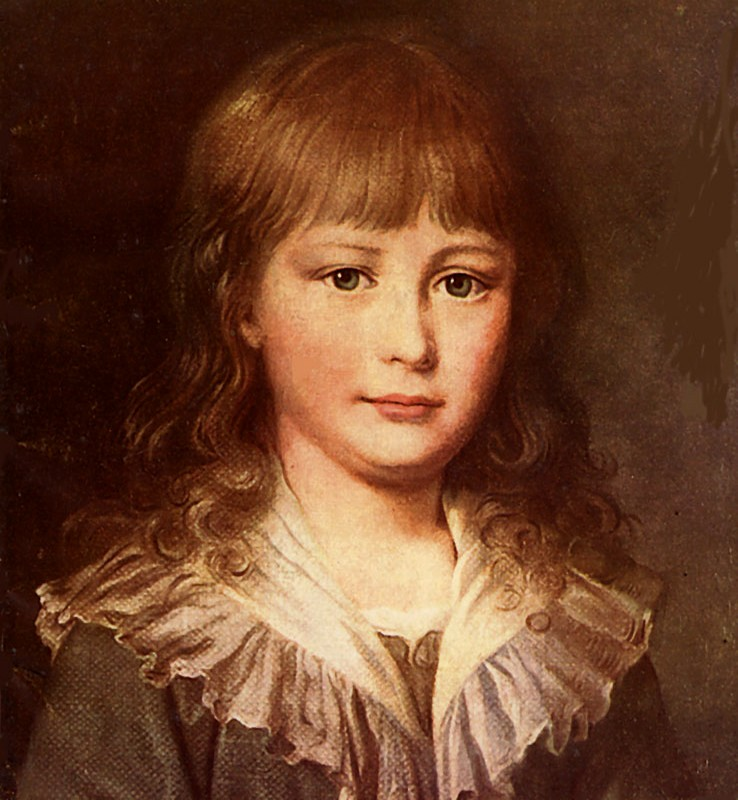
Retrato de Luis XVII, de un pintor anónimo. El niño se convirtió en rey a la muerte de su padre, pero nunca llegó a gobernar en la práctica, puesto que permaneció encerrado en la prisión del Temple hasta su muerte, en 1795.

En enero de 1792, la asamblea declaró que todos los emigrados eran «traidores» a Francia, por lo que sus propiedades y títulos fueron confiscados. La monarquía francesa fue abolida por la Convención Nacional el 21 de septiembre de 1792 estableciéndose en su lugar, la Primera República Francesa.
Luis XVI fue ejecutado en la guillotina en enero de 1793. Esto dejó a su joven hijo, Luis Carlos, como «rey titular». Los príncipes en el exilio lo proclamaron como el rey Luis XVII de Francia. El conde de Provenza se declaró a sí mismo como regente de su sobrino, ya que este era demasiado joven para ser jefe de la Casa de Borbón.
Luis XVII murió en junio de 1795. Su único pariente vivo era su hermana María Teresa, quien no fue considerada al trono debido a la adhesión tradicional de Francia a la Ley Sálica. Así el 16 de junio, los príncipes en el exilio declararon al conde de Provenza como « el rey Luis XVIII», y este aceptó su declaración poco después. Luis XVIII ocupó la redacción de un manifiesto en respuesta a la muerte de su sobrino. El manifiesto, conocido como «La Declaración de Verona», fue el intento de Luis XVIII para introducir al pueblo francés a su política. Con esta declaración, el monarca Borbón instaba a Francia a volver de nuevo a los brazos de la monarquía absolutista, «la cual desde hace catorce siglos había sido la gloria de Francia».
Luis XVIII negoció la liberación de María Teresa de su prisión de París en 1795. Él buscaba desesperadamente que ella se casara con su primo hermano, Luis Antonio, duque de Angulema, hijo del conde de Artois. Luis XVIII engañó a su sobrina diciéndole que el último deseo de sus padres era que se casara con Luis Antonio, y ella debidamente accedió a los deseos de su tío.
Luis XVIII se vio obligado a abandonar Verona, cuando Napoleón Bonaparte invadió la República de Venecia en 1796.

### 1796-1807

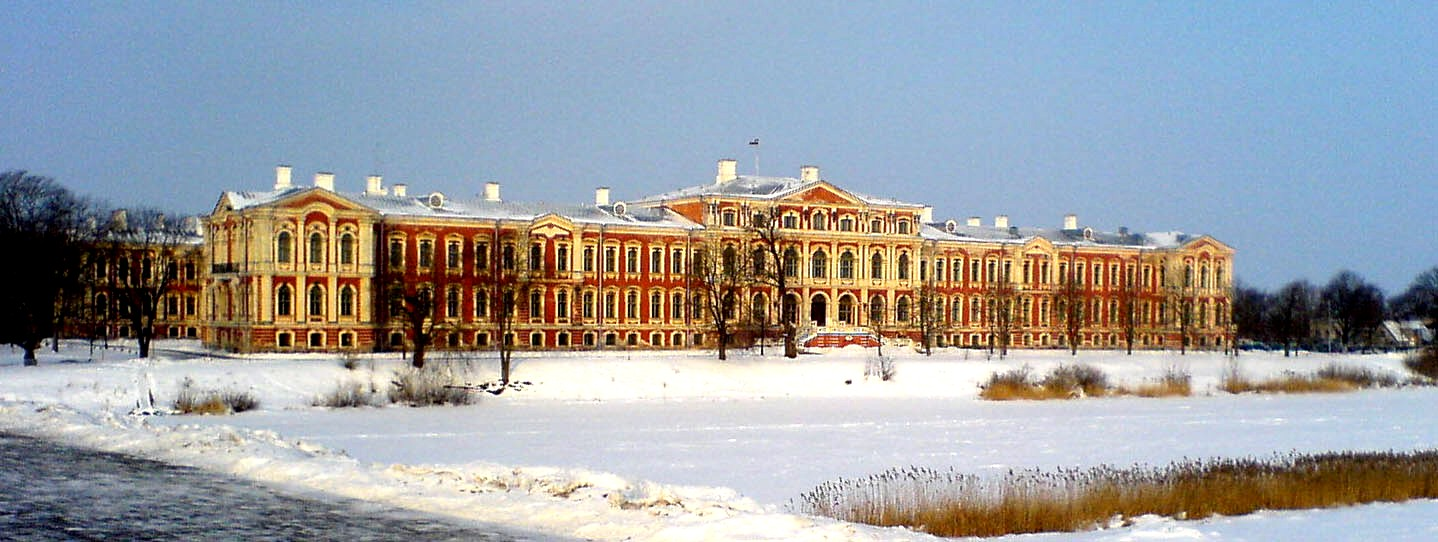
Palacio de Jelgava, residencia de Luis XVIII y su corte durante 1798-1801 y 1804-1807.

Luis XVIII había estado compitiendo por la custodia de su sobrina María Teresa desde su liberación de la torre del Temple en diciembre de 1795. Cosa que logró cuando Francisco II, emperador del Sacro Imperio, accedió a renunciar a su custodia en 1796. Ella había estado viviendo en Viena con sus familiares de la casa de los Habsburgo desde enero de 1796. Luis XVIII se trasladó a Blankenburg en el Ducado de Brunswick después de su salida de Verona. Vivía en un modesto apartamento de dos dormitorios en un taller. Luis XVIII se vio obligado a abandonar Blankenburg cuando el rey Federico Guillermo II de Prusia murió. A la luz de esto, María Teresa decidió esperar un poco más antes de reunirse con su tío.
En 1798, el zar Pablo I de Rusia ofreció a Luis el uso del Palacio de Jelgava en Curlandia (actual Letonia). Pablo también garantizó la seguridad de Luis y le otorgó una generosa pensión. Sin embargo, el zar más tarde desatendió esta prestación. María Teresa finalmente se reunió con Luis XVIII en Jelgava, en 1799. En el invierno de 1798-1799, Luis XVIII escribió una biografía de María Antonieta, titulada Réflexions Historiques sur Marie Antoinette (en español «Réflexiones históricas sobre María Antonieta»). Trató de recrear la vida de la corte de Versalles en Jelgava, donde muchos cortesanos viejos vivían el restablecimiento de todas las ceremonias de la corte, desde la Le lever du Roi hasta Le coucher du Roy (ceremonias que acompañaban a la vigilia y la ropa de cama, respectivamente).

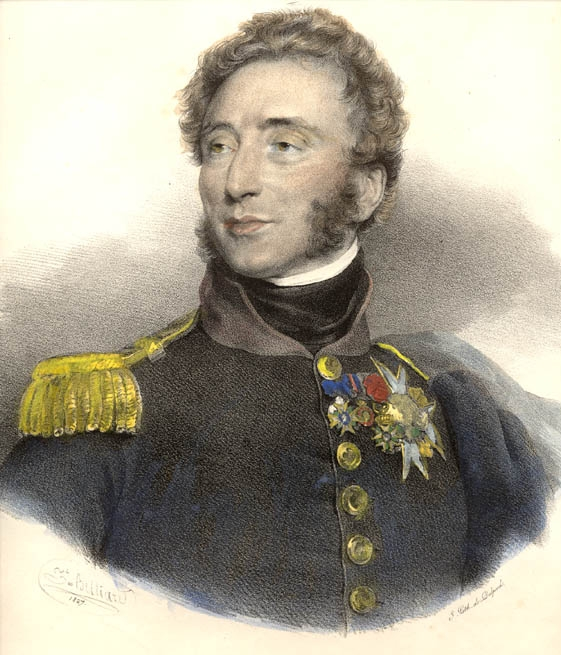
Luis Antonio de Artois, hijo de Carlos, conde de Artois, quien se casó con su prima María Teresa, por decisión de su tío, Luis XVIII.

María Teresa se casó con su primo Luis Antonio el 9 de junio de 1799, en el Palacio de Jelgava. Luis XVIII le ordenó a su esposa asistir a la ceremonia de matrimonio en Curlandia sin su amiga de mucho tiempo —y supuesta amante—, Marguerite de Gourbillon. La reina María Josefina vivía separada de su marido, en Schleswig-Holstein. Luis XVIII trataba desesperadamente de mostrar al mundo que formaban una familia unida. La reina se negó a abandonar a su amiga, con consecuencias desagradables que rivalizaban con las bodas de notoriedad. Luis XVIII sabía que su sobrino Luis Antonio no era compatible con María Teresa. A pesar de ello, siguió presionado por la realización del matrimonio, que resultó ser muy infeliz y no tuvieron hijos.

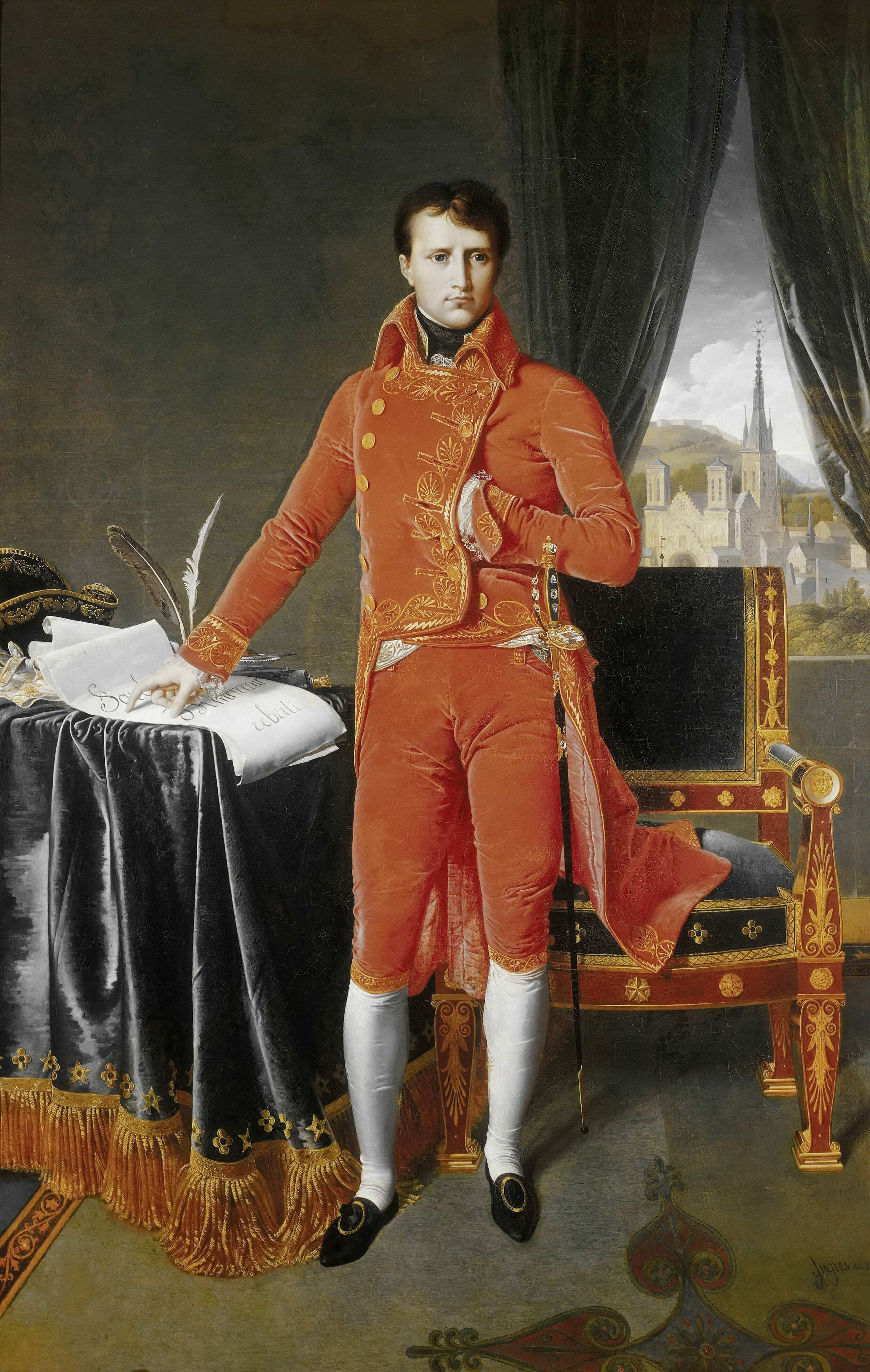
Napoleón Bonaparte como primer cónsul de Francia, retrato de Jean Auguste Dominique Ingres. Luis XVIII le instó a restaurar la monarquía borbónica, pero este se negó.

Luis XVIII intentó entablar correspondencia con Napoleón Bonaparte (ahora primer cónsul de Francia) en 1800. Instó a Bonaparte a restaurar la monarquía borbónica, pero el futuro emperador se mostró inmune a las solicitudes de Luis y continuó consolidando su posición como gobernante de Francia. También animó a su sobrina a escribir sus memorias, con el deseo de utilizarlas como propaganda borbónica. En 1796 y 1803, Luis también utilizó los diarios de los últimos asistentes de Luis XVI de la misma manera. En enero de 1801, el zar Pablo I le dijo a Luis XVIII que ya no podía vivir en Rusia. La corte en Jelgava había quedado tan baja de fondos que tuvieron que subastar algunas de sus posesiones para pagar el viaje fuera de Rusia. María Teresa incluso vendió un collar de diamantes que Pablo I le había dado como regalo de bodas.
María Teresa persuadió a la reina Luisa de Prusia para darle refugio familiar en territorio prusiano. Luis aceptó, pero los Borbones se vieron obligados a asumir seudónimos. Luis XVIII utilizaba los título de Comte d'Isle —el nombre de su finca en Languedoc—, y el de Comte de Lille. Él y su familia establecieron su residencia en Varsovia, entonces parte de la provincia de Prusia del Sur, en el Palacio Łazienki, desde 1801 hasta 1804, después de un arduo viaje desde Jelgava. De acuerdo con las memorias de Wirydianna Fiszerowa, una noble contemporánea que residía en ese momento, las autoridades locales de Prusia, que deseaban honrarlos a su llegada, lo hicieron por medio de la música, y con el deseo de darle una carácter nacional y patriótico, eligieron La Marsellesa, el himno de la Primera República Francesa, con alusiones muy desfavorables a los Borbones. Más tarde, se disculparon por su error.

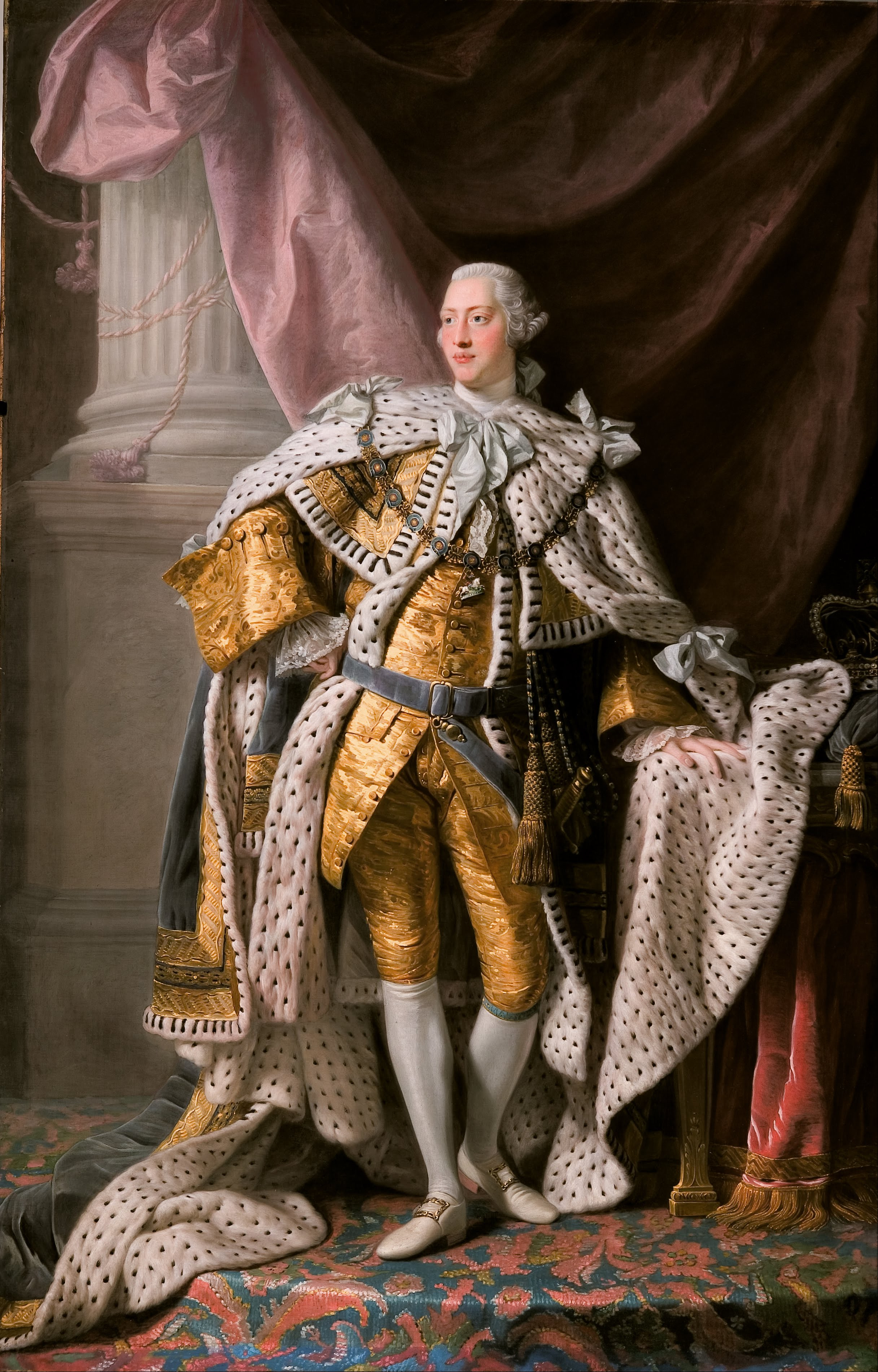
Jorge III del Reino Unido, retrato de Allan Ramsay. Tanto el monarca británico como su hijo fueron los principales benefactores de Luis XVIII en Inglaterra.

Muy poco después de su llegada, se enteraron de la muerte de Pablo I. Luis esperaba que el sucesor de Pablo, Alejandro I, repudiara el destierro que hizo su padre a los Borbones, cosa que más tarde ocurrió. Luis XVIII intentó partir al Reino de Nápoles. El conde de Artois le pidió a Luis enviar a su hijo Luis Antonio y a su nuera María Teresa con él en Edimburgo, pero estos no lo hicieron en ese momento. El conde de Artois había sido admitido por el rey Jorge III, y este envió algo de dinero para Luis XVIII, cuya corte en el exilio estaba siendo espiada por la policía francesa. Financiada principalmente por los intereses adeudados de Francisco II sobre los objetos de valor de su tía, María Antonieta, que se extrajeron de Francia, Luis XVIII tuvo que recortar sus gastos de manera significativa.
En 1803, Napoleón trató de obligar a Luis XVIII a renunciar a su derecho al trono de Francia, pero Luis se negó. En mayo de 1804, Napoleón Bonaparte se declaró emperador de los franceses. Luis XVIII y su sobrino salieron para Suecia en julio para una conferencia de la familia Borbón en donde Luis XVIII, el conde de Artois y el duque de Angulema emitieron una declaración mediante la cual condenaban la decisión de Napoleón de autoproclamarse emperador. El rey de Prusia emitió una proclama diciendo que Luis XVIII tendrían que abandonar el territorio de Prusia, lo que significaba dejar Varsovia. Alejandro I de Rusia le invitó a reinstalarse de nuevo en su residencia en Jelgava, en donde Luis XVIII tuvo que vivir en condiciones mucho menos ventajosas que las que disfrutaba en virtud de Pablo I, y tenía la intención de embarcarse para Inglaterra tan pronto como fuera posible.
Conforme pasó el tiempo, Luis XVIII se dio cuenta de que Francia nunca aceptaría un intento de volver al antiguo régimen. De acuerdo con ello, creó otra política en 1805, con miras a recuperar su trono: una declaración que era mucho más liberal que sus antiguos escritos. Rechazando su declaración de Verona, prometió abolir el servicio militar obligatorio, retener el sistema administrativo y judicial de Napoleón I, reducir los impuestos, eliminar las prisiones políticas y garantizar la amnistía a todos los que no se opusieran a una Restauración borbónica. Las opiniones expresadas en la declaración fueron en gran parte las de Antoine Louis François de Bésiade, conde de Avaray, asociado cercano de Luis en el exilio.
Luis XVIII se vio obligado una vez más a abandonar Jelgava cuando Alejandro I de Rusia le informó que su seguridad no estaba garantizada en la Europa continental. En julio de 1807, subió en una fragata sueca hasta Estocolmo, llevando consigo solo al duque de Angulema. Luis no se quedó en Suecia por mucho tiempo; llegó a Great Yarmouth, Norfolk, Inglaterra, en noviembre de 1807, e instaló su residencia en Gosfield Hall, arrendada a él por Richard Temple-Nugent-Grenville, marqués de Buckingham.

### Inglaterra

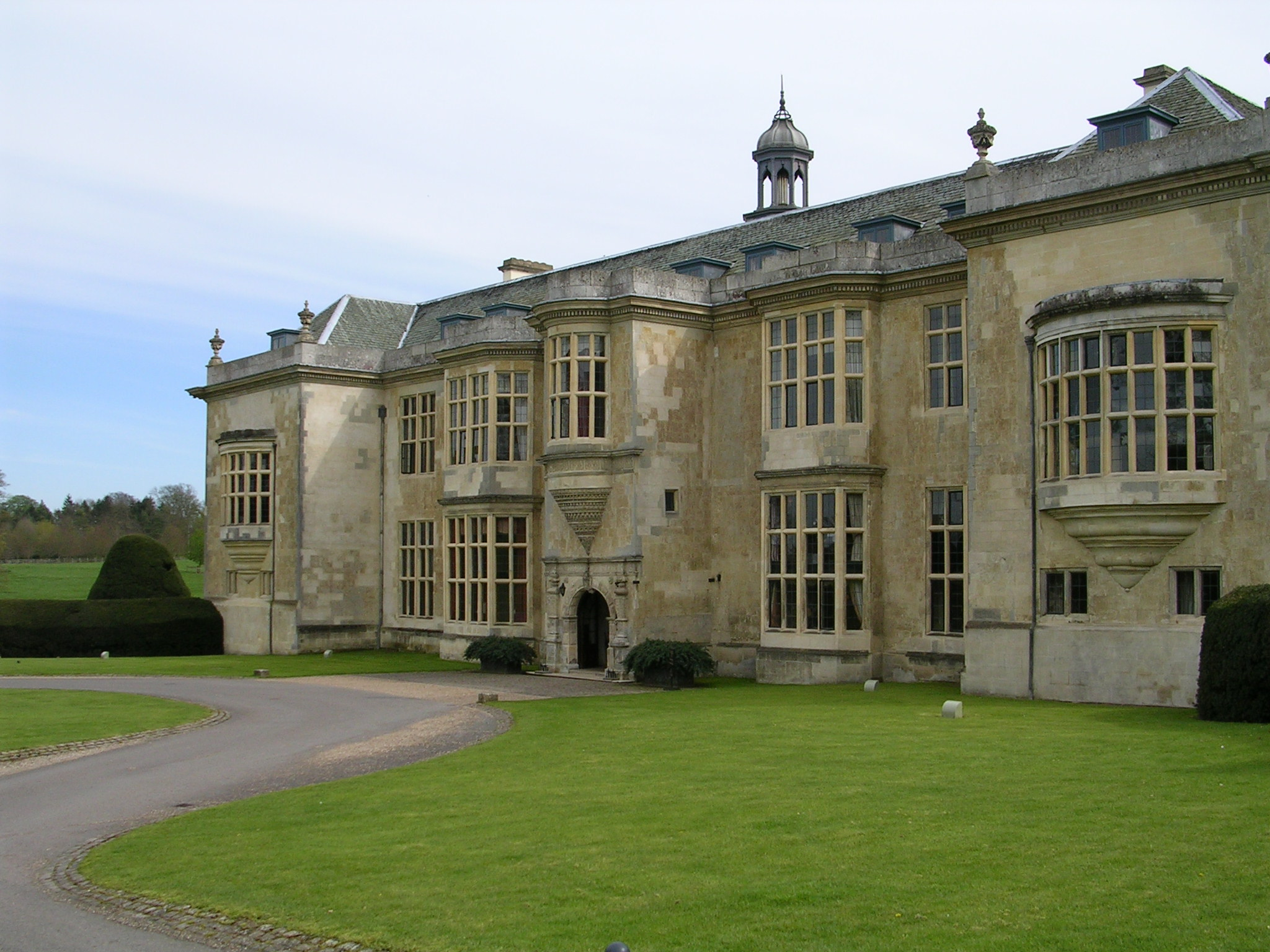
Hartwell House, lugar en donde se estableció Luis XVIII y su corte en el exilio desde 1808 hasta su retorno a Francia en 1814.

Luis trajo a su esposa y reina, María Josefina del continente europeo en 1808. La estancia de Luis en Gosfield Hall no duró mucho; pronto se trasladó a Hartwell House en Buckinghamshire, donde más de cien cortesanos fueron alojados. El rey pagó £500 en el alquiler cada año para el propietario, Sir George Lee. El Príncipe de Gales —el futuro Jorge IV— fue muy caritativo con los borbones exiliados. Como príncipe Regente, les concedió permanente derecho de asilo y prestaciones muy generosas.
El conde de Artois no se unió a la corte en el exilio en Hartwell, prefiriendo continuar su vida frívola en Londres. El amigo de Luis, el conde de Avaray abandonó Hartwell para ir a Madeira en 1809, y murió allí en 1811. Luis reemplazó Avaray por Pierre Louis Jean Casimir de Blacas como su principal asesor político. La reina María Josefina murió el 13 de noviembre de 1810. En ese mismo invierno, Luis sufrió un caso particularmente grave de gota, lo cual fue un problema recurrente para él en Hartwell, y tuvo que ser colocado en silla de ruedas.
Durante esa época, Napoleón I se embarcó en la invasión de Rusia de 1812. Esta guerra llegó a ser un punto de inflexión en su fortuna, la expedición fracasó estrepitosamente y Napoleón se vio obligado a retirarse con su ejército en harapos.
Mientras estaba en Hartwell, Luis XVIII emitió otra declaración en 1813. La «Declaración de Hartwell» fue aún más liberal que su «declaración de 1805», afirmando que todos los que sirvieron a Napoleón o a la República no sufrirían consecuencias por sus actos, y que los propietarios originales de los Biens nationaux —las tierras confiscadas a la nobleza y al clero durante la Revolución— debían ser compensados por sus pérdidas.
Las tropas aliadas entraron en París el 31 de marzo de 1814. Luis, sin embargo, no podía caminar, y así envió a su hermano a Francia en enero de 1814. Luis XVIII emitió patentes en las que nombraba al conde de Artois «Lugarteniente General del Reino» en el evento en el cual la monarquía borbónica fue restaurada. Napoleón abdicó el 11 de abril. Cinco días después, el Senado Francés invitó a los Borbones a reasumir su lugar en el trono de Francia.

## Restauración borbónica

### Primer reinado

Monograma real del rey Luis XVIII.

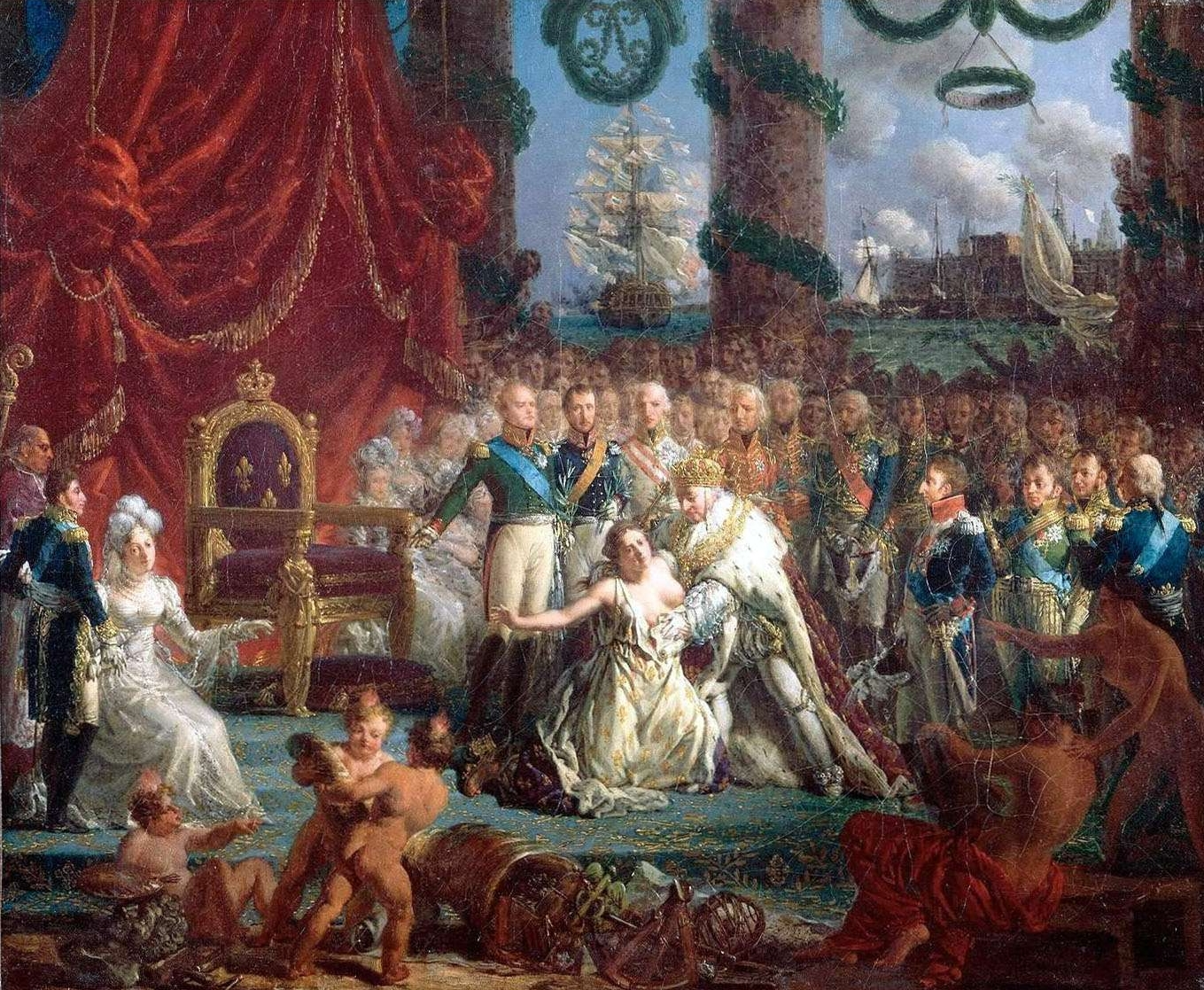
Allégorie du retour des Bourbons le 24 avril 1814 : Louis XVIII relevant la France de ses ruines (Alegoría de La vuelta de los borbones a Francia el 21 de abril de 1814: Luis XVIII levanta a Francia de sus ruinas)

El conde de Artois gobernó como lugarteniente hasta la llegada de su hermano a París el 3 de mayo. A su regreso, el rey se muestra a sus súbditos mediante una procesión por la ciudad. Este fijó su residencia en el Palacio de las Tullerías el mismo día. Su sobrina, la duquesa de Angulema, se desmayó al ver las Tullerías, donde había vivido durante la época de la Revolución francesa. La viabilidad de la Restauración estaba en duda, pero el atractivo de la paz para un público francés cansado de la guerra y las demostraciones de apoyo a los Borbones en París, Burdeos, Marsella y Lyon ayudaron a tranquilizar a las potencias.
El Senado de Napoleón llamó a Luis XVIII al trono con la condición de que aceptara una constitución que implicaba el reconocimiento de la República y el Imperio, un parlamento bicameral elegido todos los años, y la bandera tricolor de los regímenes mencionados. Luis XVIII mostró su oposición a la constitución del Senado y empezó lo que para él fue «la disolución del Senado actual en todos los delitos de Bonaparte, y apelando al pueblo francés». La constitución senatorial fue quemada en un teatro realista en Burdeos, y el Consejo Municipal de Lyon votó a favor de un discurso en el que difamó al Senado.
Las grandes potencias de ocupación de París exigieron a Luis XVIII que implementara una constitución. El monarca respondió con la Carta de 1814, que incluía muchas disposiciones progresistas: la libertad de religión, una legislatura compuesta por una «Cámara de Diputados» y de una «Cámara de los Pares», una prensa que podría disfrutar de un cierto grado de libertad, y una disposición que los Biens nationaux permanecería en manos de sus actuales propietarios. La Constitución tenía 76 artículos. La fiscalidad iba a ser votada por las cámaras. El catolicismo volvió a ser la religión oficial de Francia. Para ser elegible como miembro de la Cámara de Diputados, uno tenía que pagar más de 1000 francos por año en impuestos, y ser mayores de cuarenta. El rey nombraría a sus compañeros a la Cámara de los Pares en una base hereditaria, o de por vida a su discreción. Los diputados serían elegidos cada cinco años, con una quinta parte de ellos a la elección cada año. Había 90 000 ciudadanos con derecho a voto.

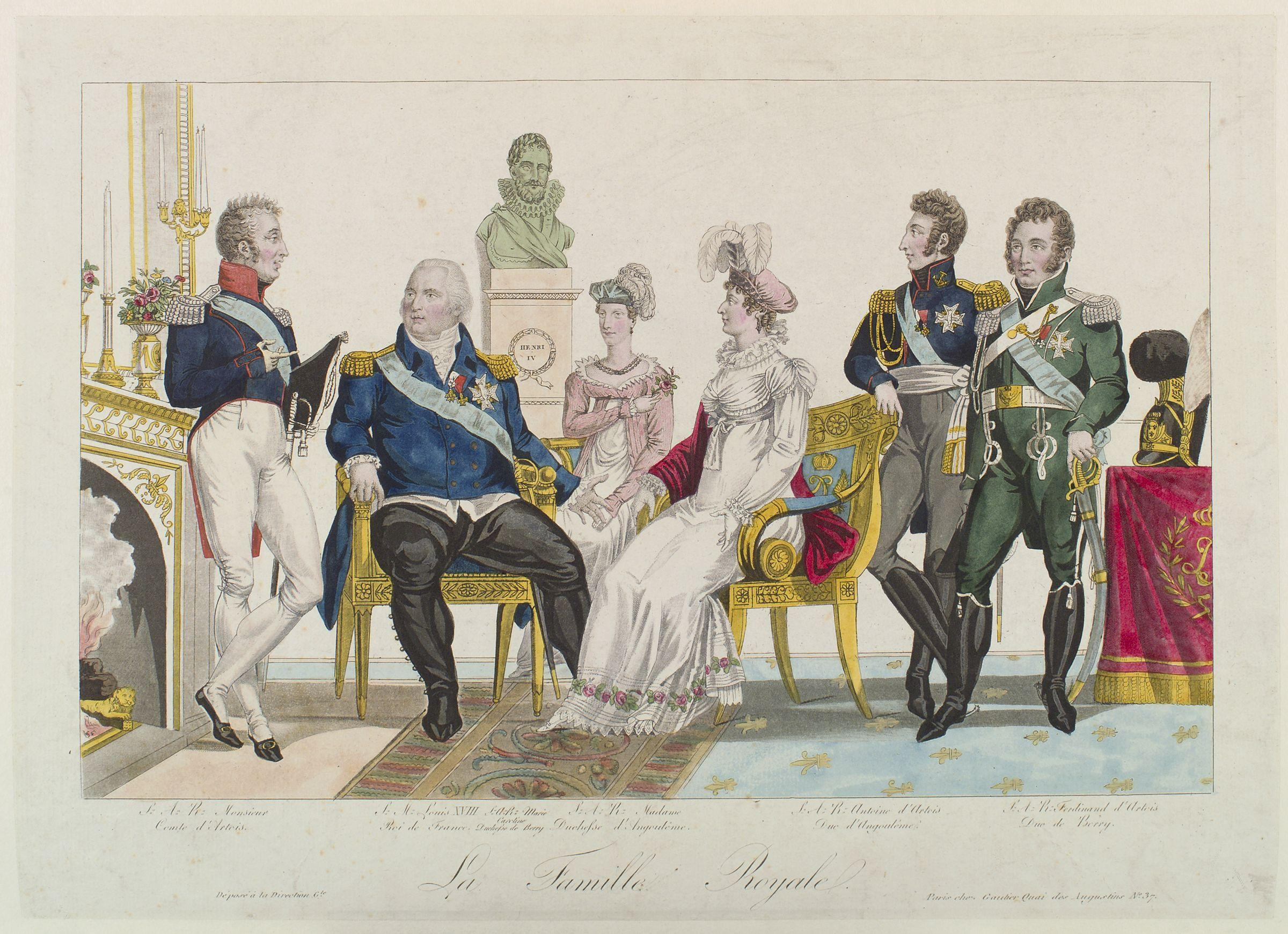
La familia real. De izquierda a derecha: Carlos, el conde de Artois, Luis XVIII, Maria Carolina, duquesa de Berry, María Teresa, duquesa de Angulema, Luis Antonio, Duque de Angulema y Carlos Fernando, Duque de Berry.

Luis XVIII firmó el Tratado de París el 30 de mayo de 1814. El tratado permitió a Francia mantener las fronteras ganadas en 1792, las cuales se extendían al este del Rin. No tuvo que pagar ninguna indemnización de guerra, y los ejércitos de ocupación de la Sexta Coalición se retiraron al instante del suelo francés. Estos términos generosos se invertirían en el siguiente tratado que el monarca se verá obligado a firmar después de la campaña de los Cien Días.
No pasó mucho tiempo para que Luis XVIII empezara a retractarse de sus muchas promesas. Él y su Controlador General de Finanzas, el barón Louis, estaban determinados a no dejar caer el erario público en déficit —había una deuda de 75 millones de francos heredada de Napoleón I—, y tomó medidas fiscales para garantizar esto. Luis XVIII había prometido a los franceses que los impuestos impopulares sobre el tabaco, el vino y la sal serían abolidos cuando regresará al trono, pero no lo hizo, lo que dio lugar a disturbios en Burdeos. Los gastos en el ejército se redujeron en el presupuesto de 1815, los militares habían representado el 55% de los gastos del gobierno. Por otro lado, se creó un fuerte rechazo hacia Luis XVIII entre algunos franceses, incluyeron el ejército, los no católicos y los trabajadores afectados por una caída de la posguerra y las importaciones británicas.

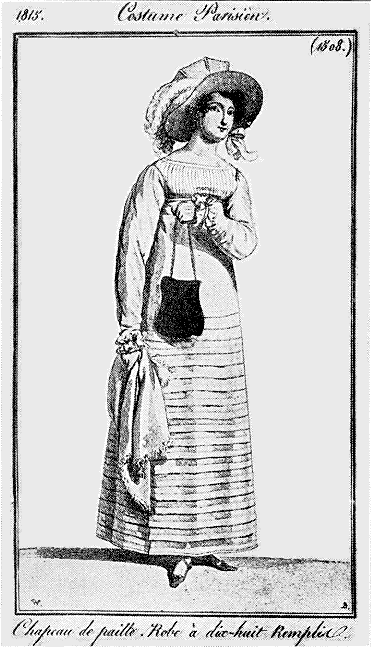
Una mujer royaliste (monárquica) viste un vestido característico de dieciocho pliegues, en honor a Luis XVIII.

Luis XVIII admitió al conde de Artois y a sus sobrinos los duques de Angulema y de Berry en el consejo del rey en mayo de 1814, desde su creación. El consejo fue informalmente encabezado por Charles Maurice de Talleyrand. Luis XVIII tuvo un gran interés en las idas y venidas del Congreso de Viena (creado para volver a dibujar el mapa de Europa después de la abdicación de Napoleón). Talleyrand representó a Francia en el procedimiento. Luis se mostró horrorizado por la intención de Prusia de anexar el Reino de Sajonia, que rechazó ya que su madre había nacido como una princesa sajona y también estaba preocupado por las pretensiones de Prusia para dominar Alemania. También deseaba la restauración del Ducado de Parma a favor de los parmesanos Borbones, y no a la emperatriz María Luisa de Francia, como lo sugerían los aliados.
Luis también protestó por la inacción de los aliados en Nápoles, en donde quería eliminar al usurpador napoleónico Joaquín Murat en favor de los Borbones napolitanos. En nombre de los aliados, Austria accedió a enviar una fuerza al Reino de Nápoles para deponer a Murat en febrero de 1815, cuando se sospechó que Murat tenía correspondencia con Napoleón, cosa que explícitamente estaba prohibida por un tratado reciente. Murat en realidad nunca le escribió a Napoleón, pero Luis, con la intención de restaurar a los Borbones napolitanos a cualquier precio, falsificó la correspondencia, y subvencionó la expedición austriaca con 25 millones de francos.
Luis XVIII logró la restauración de los Borbones napolitanos en el reino de Nápoles. Pero el ducado de Parma le fue otorgado a la ex-emperatriz María Luisa de por vida, y a los parmesanos Borbones se les dio el Ducado de Lucca hasta la muerte de María Luisa.

### Cien Días

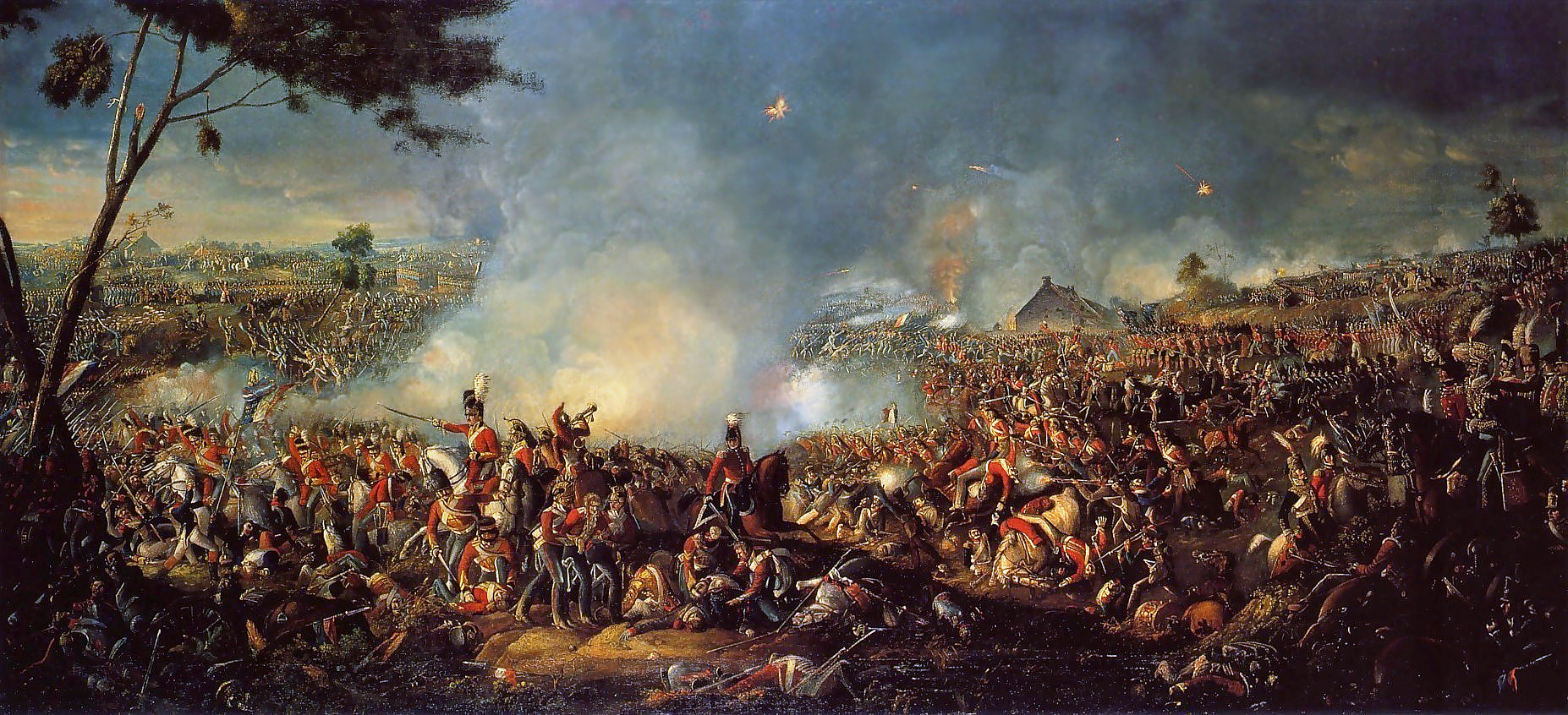
Batalla de Waterloo en la que fue derrotado definitivamente Napoleón.

El 26 de febrero de 1815, Napoleón Bonaparte escapó de su prisión de la isla de Elba y se embarcó para Francia. Llegó con una fuerza 1000 soldados cerca de Cannes el 1 de marzo. Luis XVIII no se mostró particularmente preocupado por la excursión de Bonaparte como tal, debido a que creyó que un pequeño número de tropas podrían superarlo fácilmente. Sin embargo, existía un problema importante para los Borbones. Luis XVIII no había purgado el ejército de tropas bonapartistas, por lo que hubo muchas deserciones en el ejército pasando de los Borbones a Bonaparte. Por otra parte, Luis XVIII no podía unirse a la campaña contra Napoleón en el sur de Francia, ya que sufría de un caso más de gota. El ministro de Guerra, el mariscal Soult, envió al duque de Orleans, al conde de Artois, y al mariscal MacDonald para detener a Napoleón.
La subestimación del rey hacia Bonaparte resultó desastrosa. El 19 de marzo, el ejército estacionado fuera de París desertó en favor de Bonaparte, dejando a la ciudad vulnerable al ataque. Ese mismo día, Luis XVIII abandonó la capital con una pequeña escolta a la medianoche. El monarca decidió ir primero a Lille, y luego cruzó la frontera hacia el Holanda, con estancia en Gante. Los otros líderes, entre los más prominentes Alejandro I de Rusia, debatieron si en el caso de una segunda victoria sobre Bonaparte, debían de proclamar rey a Luis Felipe de Orleans en lugar de Luis XVIII. Mismo pensamiento compartían parte del pueblo y algunos políticos franceses.
Sin embargo, Napoleón no gobernó Francia por mucho tiempo, debido a que sufrió una derrota decisiva a manos de los ejércitos del Duque de Wellington y el mariscal de campo Blücher en la batalla de Waterloo, el 18 de junio. Un Napoleón cansado y débil decidió abdicar nuevamente en favor de su hijo Napoleón II. Sin embargo, las potencias de la coalición llegaron al consenso de que Luis XVIII debía volver al trono de Francia.

### Segundo reinado

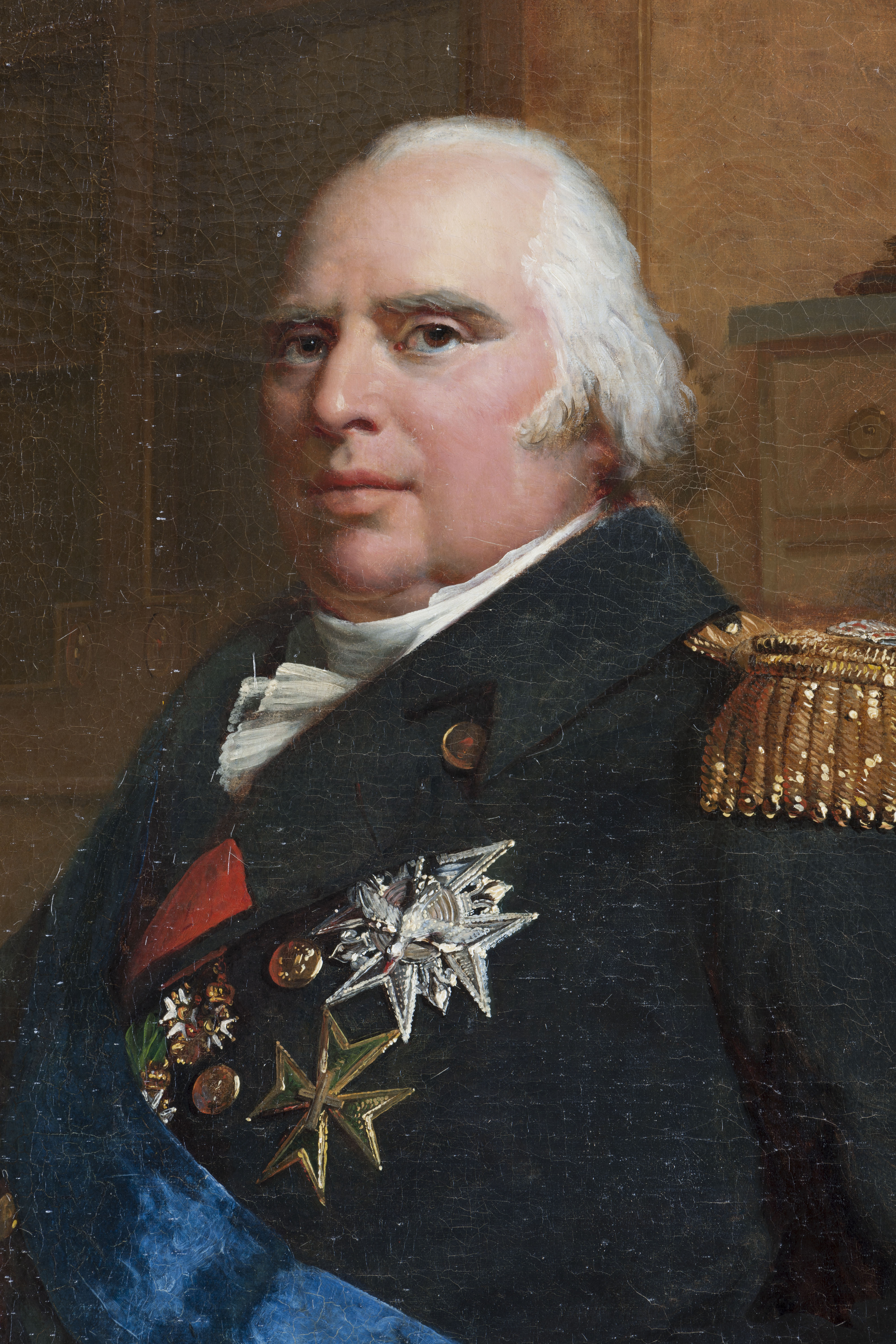
Luis XVIII de Francia en su estudio en las Tullerías.

Luis XVIII volvió a Francia con prontitud después de la derrota de Napoleón para asegurar su segunda restauración en «el tren de bagaje del enemigo», es decir, con las tropas de Wellington. El duque de Wellington utilizó la persona del rey Luis para abrirse camino a París, ya que algunas fortalezas se negaron a rendirse a los aliados, pero accedieron a hacerlo por su rey. Luis XVIII llegó a Cambrai el 26 de junio, donde se lanzó una proclamación declarando que todos los que sirvieron al emperador en los Cien Días no serían perseguidos, a excepción de los «instigadores». También se reconoció que el gobierno de Luis XVIII pudo «haber cometido errores durante la Primera Restauración». El 29 de junio, una delegación de cinco de la Cámara de Diputados y la Cámara de los Pares se acercaron al duque de Wellington sugiriéndole poner un príncipe extranjero en el trono de Francia. Wellington rechazó sus peticiones directamente, declarando que «Luis XVIII es la mejor manera de preservar la integridad de Francia». Wellington ordenó a los diputados apoyar la causa del rey. Luis XVIII entró en París el 8 de julio recibido por una recepción bulliciosa: los jardines del palacio de las Tullerías estaban atestados de transeúntes, y, de acuerdo con el duque de Wellington, la aclamación de la multitud era tan fuerte que esa noche no se podía conversar con el rey.

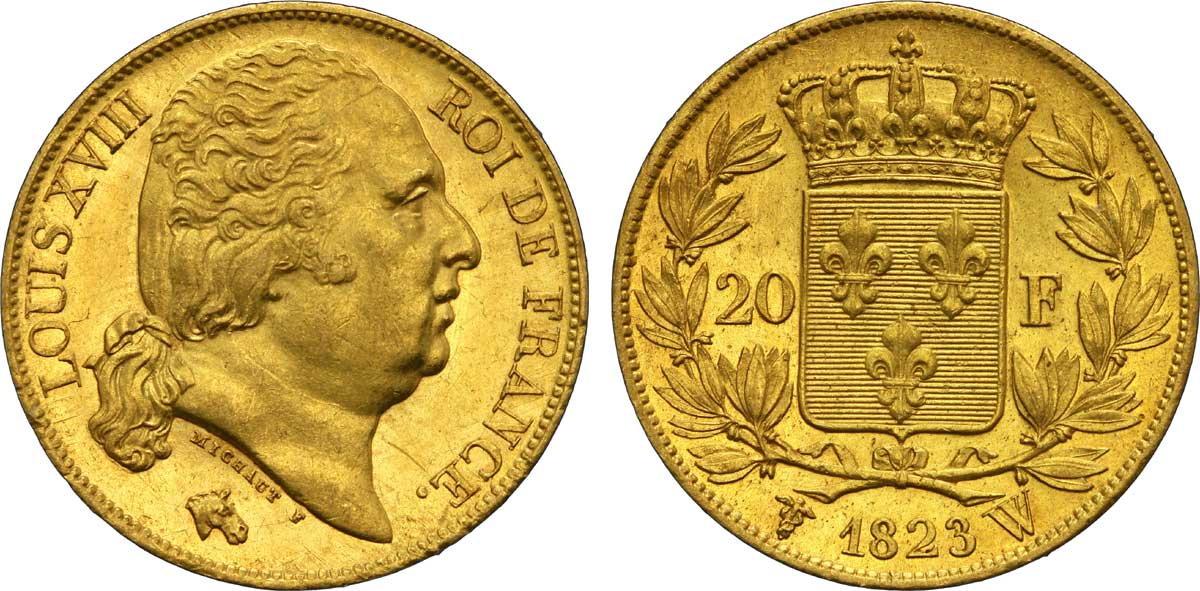
Moneda de 20 francos con la figura de Luis XVIII a la izquierda y el escudo de armas de los Borbones a la derecha.

Después de los Cien días, el papel de Luis XVIII en la política se redujo de manera voluntaria; renunció a la mayoría de sus deberes para con su consejo. Él y su ministerio se embarcaron en una serie de reformas durante el verano de 1815. El consejo del rey, un grupo informal de ministros que aconsejaban a Luis XVIII, fue disuelto y reemplazado por un pequeño consejo privado, el llamado Ministère de Roi. Los duques de Artois, Berry y Angulema fueron descartados de la nueva Ministère y Talleyrand fue nombrado como el primer Président du Conseil, es decir, primer ministro de Francia. El 14 de julio, el ministerio disolvió las unidades del ejército consideradas «rebeldes». La nobleza hereditaria fue restablecida a instancias de Luis por el ministro.

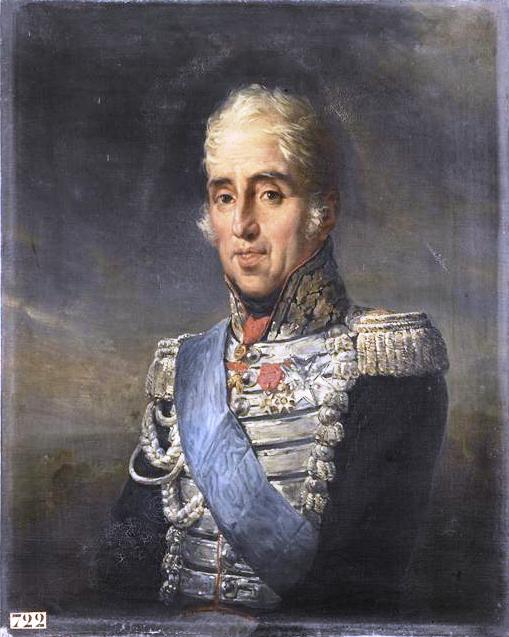
Carlos, Conde de Artois (futuro Carlos X) se convirtió en el líder los ultras, quienes era la fracción más radical de los monárquicos, mostrándose muchas veces en desacuerdo con las políticas de su hermano, el rey.

En agosto, las elecciones para la Cámara de Diputados acabaron dando resultados desfavorables a Talleyrand. El ministro deseaba diputados moderados, pero el electorado votó casi exclusivamente por los ultra-realistas, dando lugar a la llamada Chambre introuvable. La duquesa de Angulema y el conde de Artois presionaron al rey Luis para despedir a su ministro. Talleyrand presentó su renuncia el 20 de septiembre. Luis XVIII eligió al duque de Richelieu como su nuevo primer ministro. Richelieu fue elegido porque fue aceptado por la familia de Luis y de la Cámara de Diputados reaccionaria.
El sentimiento antinapoleónico era alto en el sur de Francia, y esto le dio un lugar prominente en el terror blanco, que vio la purga de todos los funcionarios importantes del gobierno napoleónico y de la ejecución de los demás. Los franceses cometieron actos de barbarie contra algunos de estos funcionarios. Guillaume Marie Anne Brune (un mariscal napoleónico) fue salvajemente asesinado, y sus restos arrojados al río Ródano. Luis XVIII deploró estos actos ilegales, pero vehementemente mostró su apoyo a la persecución de esos mariscales que ayudaron a Napoleón en los Cien Días. El gobierno de Luis XVIII ejecutó al mariscal más importante de Napoleón, el Mariscal Ney, en diciembre de 1815 por traición. Sus confidentes Charles François, marqués de Bonnay, y el duque de La Chatre le aconsejaron infligir castigos firmes sobre los «traidores». Después de un período en el que las autoridades locales fueron incapaces de detener la violencia, el rey y sus ministros enviaron a sus propios funcionarios para restablecer el orden.
El rey se mostró renuente a derramar sangre, y esto irritaba fuertemente a la facción ultra-monárquica de la cámara de diputados, que sentía que Luis XVIII no estaba actuando lo suficiente. El gobierno emitió una proclamación de amnistía a los «traidores» en enero de 1816, pero los juicios que ya habían comenzado se terminaron en su debido momento. Esa misma declaración también prohibió a cualquier miembro de la Casa de Bonaparte tener propiedades, o entrar en Francia. Se estima que entre 50 000-80 000 funcionarios fueron purgados del gobierno durante lo que se conoce como el Segundo Terror Blanco.

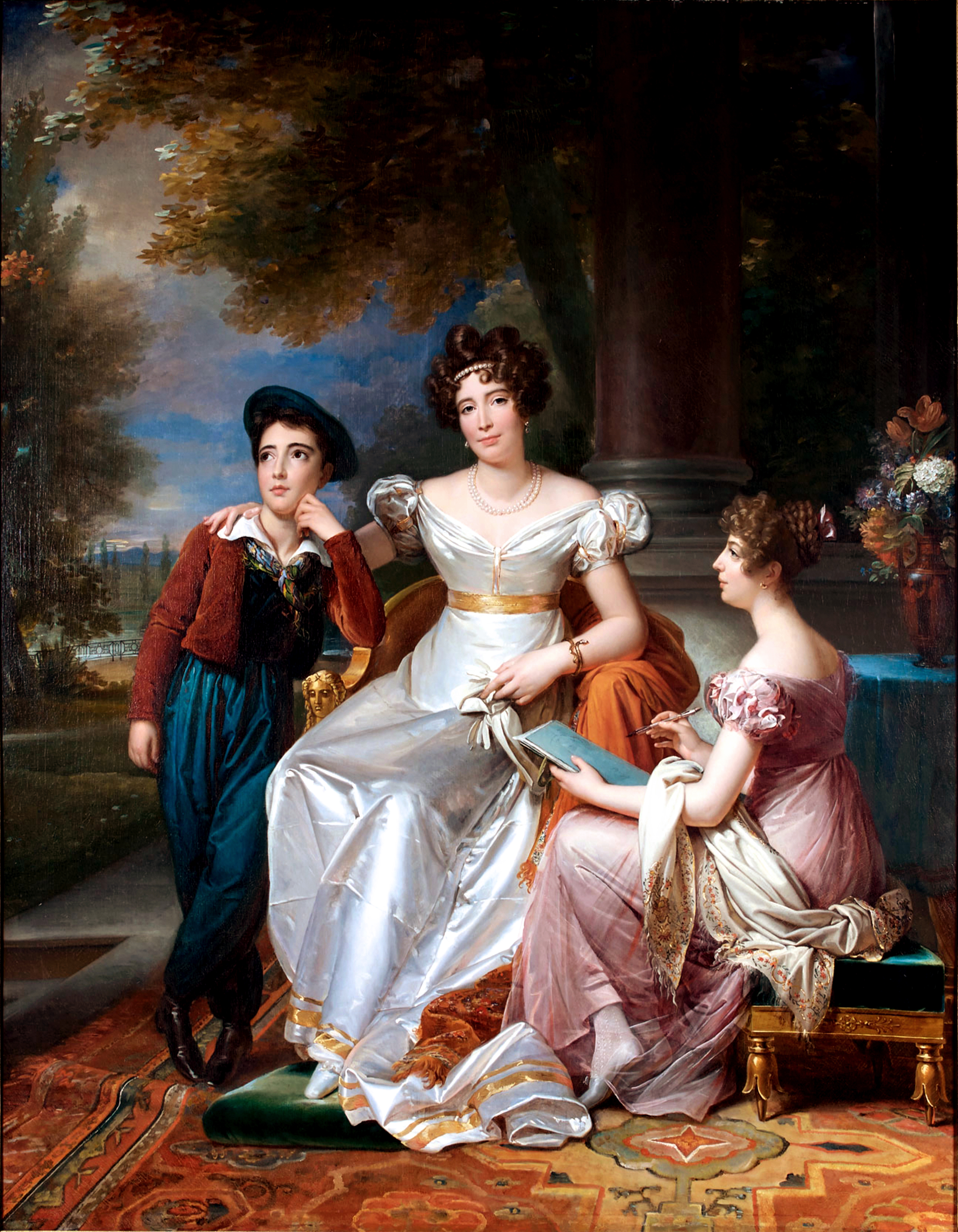
Retrato de Zoé Talon, condesa du Cayla, quien se convirtió en amiga íntima de Luis XVIII en sus últimos años hasta el punto de ser considerada por algunos como una amante del rey.

En noviembre de 1815, el gobierno de Luis XVIII tuvo que firmar otro tratado de París que puso fin formalmente a los Cien Días de Napoleón. El tratado anterior había sido bastante favorable a Francia, pero este tomó una línea más dura. Las fronteras de Francia se redujeron hasta su extensión en 1790. Francia tuvo que pagar por un ejército a ocupar de ella al menos durante cinco años, a un costo de 150 millones de francos por año. Francia también tuvo que pagar una indemnización de guerra de 700 millones de francos a los aliados.
En 1818, las Cámaras aprobaron una ley militar que aumentó el tamaño del ejército en más de 100 000 hombres. En octubre del mismo año, el primer ministro, el duque de Richelieu, logró convencer a las potencias a retirar sus ejércitos prontamente a cambio de una suma de más de 200 millones de francos.
Luis XVIII eligió muchos gabinetes centristas, debido a que quería apaciguar a la población para disgusto de su hermano, el ultra-realista conde de Artois. Luis siempre mostró temor que después de su muerte, su hermano y heredero, abandonara el gobierno centrista por una autocracia ultra-realista, cosa que no traería resultados favorables a los Borbones, cosa que pasó en realidad.

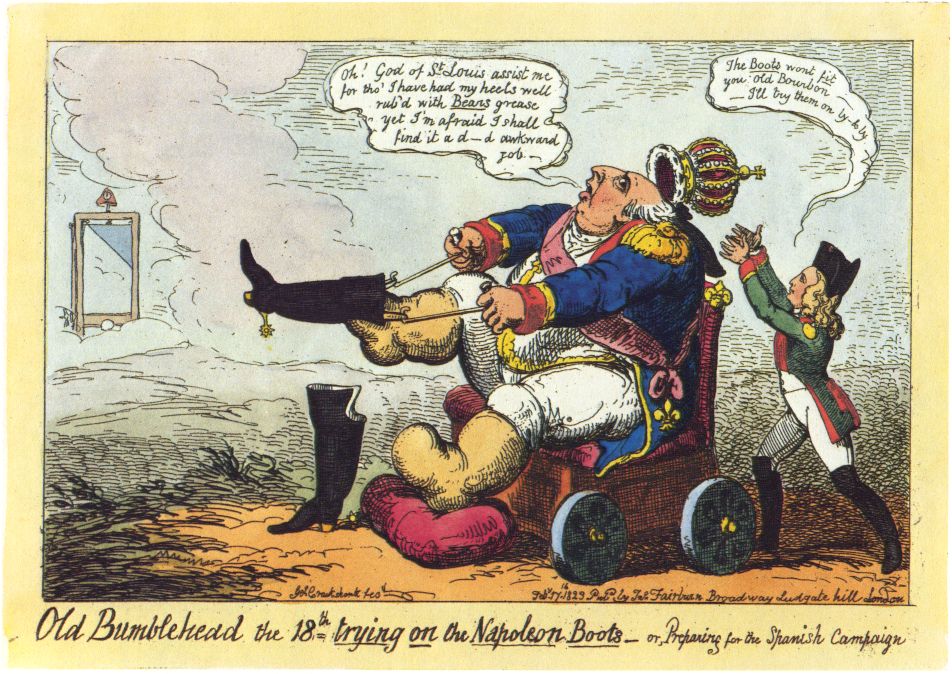
Old Bumblehead the 18th trying on the Napoleon Boots – or, Preparing for the Spanish Campaign (El Viejo Cabeza Tambaleante XVIII probándose las botas de Napoleón – o preparándose para la campaña en España), caricatura satírica británica del rey Luis XVIII, con Napoleón II detrás de él queriendo tomar su corona, por George Cruikshank.

Al rey no le agradaba el príncipe de sangre, Luis Felipe de Orleans, y aprovechaba cada oportunidad para desairarlo, como el negarle el título de Alteza Real, en parte por el papel que tuvo el padre del duque en la Revolución francesa al votar a favor de la ejecución de Luis XVI, cosa que causó resentimiento personal en Luis XVIII. El duque de Berry, sobrino de Luis XVIII, fue asesinado en la Ópera de París el 14 de febrero de 1820. La familia real estuvo muy afectada por la tragedia y Luis XVIII rompió una antigua tradición al asistir al funeral de su sobrino, debido a que los reyes de Francia no podían tener cualquier forma de asociación con la muerte. La muerte del duque de Berry significaba que la Casa de Orleans tendría más probabilidades en poder acceder al trono.
Berry fue el único miembro de la familia que logró engendrar hijos. Su esposa dio a luz a un hijo póstumo en septiembre, Enrique, duque de Burdeos, apodado Dieudonné (dado por Dios) por los Borbones porque creían que con él habían asegurado el futuro de la dinastía. Sin embargo la sucesión borbónica todavía estaba en duda. La Cámara de Diputados propuso modificar la ley sálica para permitir que la duquesa de Angulema pudiera acceder al trono. El 12 de junio de 1820, las Cámaras ratificaron una ley que aumentó el número de diputados de 258 a 430. Los diputados adicionales debían ser elegidos por la cuarta parte más rica de la población en cada departamento. Estos individuos tenían ahora efectivamente dos votos.
Por la misma época en que se estableció la «ley de los dos votos», Luis XVIII comenzó a recibir visitas todos los miércoles de una dama llamada Zoé Talon, y ordenó que nadie le molestara mientras se encontraba con ella. Se rumoreó que el rey inhalaba tabaco de sus pechos, cosa que le valió el apodo de tabatière (caja de rapé).
En 1823, Francia se embarcó en una intervención militar en España, donde se había producido una revuelta contra el rey Fernando VII. Francia logró aplastar la rebelión, por medio de refuerzos encabezados por el duque de Angulema.

### Muerte y sucesión

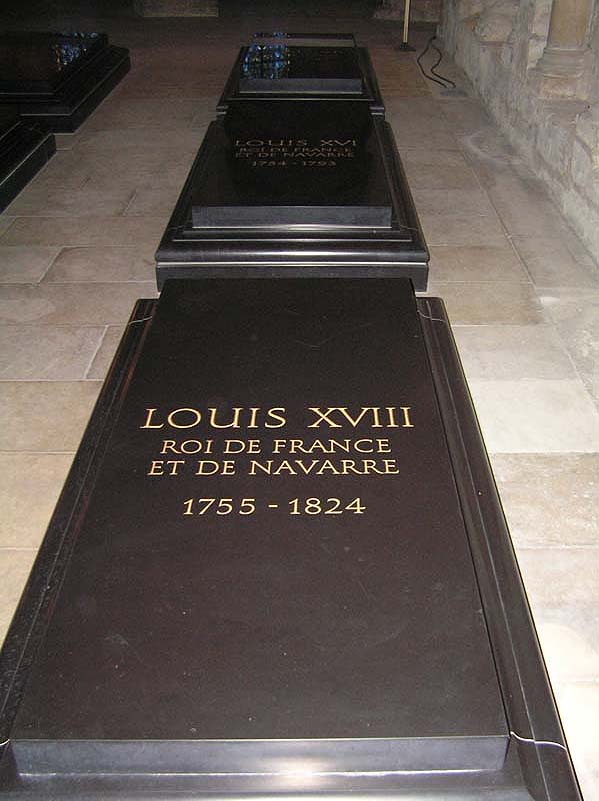
Tumba de Luis XVIII, en la Basílica de Saint-Denis, París.

En sus últimos años, los problemas de Luis XVIII con la diabetes y la gota aumentaron hasta el punto  que le fue extremadamente difícil moverse, por lo que el rey tuvo que caminar con muletas, y a menudo lo trasladaban en una silla de ruedas en sus apartamentos, por lo que se llamó a sí mismo el rey del sillón. Hacia el final de su vida, desarrolló arteriosclerosis generalizada, la gangrena se incrementó en su cuerpo, lo que lo dejó impotente y pesado por la hidropesía. Al final de agosto de 1824, la gangrena se expandió  en un pie y en la parte inferior de la columna vertebral, lo que le causó una gran herida supurativa en su zona lumbar que lo dejó irreconocible, y se dice que cuando sus sirvientes tenían que sacarle sus botas, trozos de carne se quedaban pegados a ellas. Con mucho orgullo, se negó a acostarse, repitiendo las palabras de Vespasiano: «Un emperador debe morir de pie», aunque en el 12 de septiembre, su terrible sufrimiento lo obligó a acostarse. En su agonía, empezó a descomponerse vivo y emitía un olor tan asqueroso que su familia no pudo quedarse junto a su cama, perdió uno de sus ojos, el ayuda de cámara, queriendo mover el cuerpo, arrancó los pedazos de su pie derecho, los huesos de una pierna estaban cariados, la otra pierna era sólo una herida, y su cara se volvió negra y amarilla.
Finalmente murió el 16 de septiembre de 1824 a las cuatro de la mañana, en su habitación en el palacio de las Tullerías. El día 20 de ese mismo mes, fue enterrado en la Basílica de Saint-Denis, no sin antes ser embalsamado por el farmacéutico Antoine Germain Labarraque, quien tuvo que rociar el cuerpo de una solución de cloruro de cal para detener el avance de la descomposición, por lo que fue el último rey de Francia a quien se le realizó la autopsia y embalsamamiento.  Su hermano, —el conde de Artois—, le sucedió como Carlos X. Esta fue la única sucesión de poder normal en la jefatura del estado de Francia en todo el siglo XIX.
Carlos X y Luis Felipe fueron derrocados por dos insurrecciones revolucionarias respectivamente. Con la caída de este último se formó la Segunda República la cual terminó con un autogolpe de Estado orquestado por Napoleón III, quien se autoproclamó emperador estableciendo el Segundo Imperio francés. Napoleón III cayó vencido en la guerra franco-prusiana lo que condujo a la proclamación de la Tercera República por la asamblea. Ningún presidente de la Tercera República pudo llevar a término su mandato hasta que Émile Loubet fuera sucedido por Armand Fallières en 1906.

## Luis XVIII en la cultura popular
Luis XVIII tiene algunas apariciones en las novelas. Por ejemplo, el monarca francés es mencionado en las obras Le Bal de Sceaux y Le Lys dans la vallée, ambas de Honoré de Balzac; en otras obras, tiene cierta participación en la trama, como en la novela El conde de Montecristo de Alejandro Dumas.
En su obra Los miserables, Victor Hugo describe en muchas ocasiones a Luis XVIII, —casi siempre de forma negativa—, representando al monarca como alguien perezoso que le gusta correr rápido en su coche porque él es incapaz de caminar, o lo compara con un cerdo, de la misma forma en que los hacían los más virulentos bonapartistas, y parte del pueblo francés, llamándolo «gran cerdo» (Gros Cochon) o «cerdo XVIII» (cochon XVIII). Según la historiadora francesa Annie Duprat, «la imagen del gran apetito y la fuerte corpulencia de los Borbones, más allá de una simple broma, se refiere a todos los escritos y todas las representaciones de los reyes ogros, caníbales y devoradores de la gente a través de los impuestos y de la guerra»;  aunque también menciona que las imágenes caricaturas populares hacia Luis XVIII fueron menos originales y diversificadas que las dedicadas a su hermano y sucesor Carlos X.

### Cine y televisión
Luis XVIII ha sido interpretado por algunos actores, tanto en la televisión como en el cine, casi siempre como personaje secundario en películas y series relacionadas con Napoleón, María Antonieta o la Revolución francesa, aunque destacan entre ellas la interpretación de Orson Welles en Waterloo. También hizo aparición (siempre como secundario) en la película de Sofia Coppola, Marie Antoinette la cual comete el error histórico de mencionar al Duque de Angulema como hijo de Luis XVIII cuando en realidad era su sobrino.
| \| Año \| Película \| Director \| Actor \| \| ---- \| ----------------------------------- \| ----------------------------- \| ----------------- \| \| 1934 \| El conde se Montecristo \| Rowland V. Lee \| Ferdinand Munier \| \| 1938 \| Marie-Antoinette \| W.S. Van Dyke Julien Duvivier \| Albert Dekker \| \| 1938 \| Remontons les Champs-Élysées \| Sacha Guitry \| Philippe Richard \| \| 1942 \| La Duchesse de Langeais \| Jacques de Baroncelli \| Gaston Mauger \| \| 1942 \| Le Destin fabuleux de Désirée Clary \| Sacha Guitry \| Gaston Mauger \| \| 1948 \| Le Diable boiteux \| Sacha Guitry \| Henry Laverne \| \| 1955 \| Napoléon \| Sacha Guitry \| Lucien Baroux \| \| 1956 \| María Antonieta, reina de Francia \| Jean Delannoy \| Jacques Bergerac \| \| 1961 \| La Fayette \| Jean Dréville \| Henri Tisot \| \| 1970 \| Waterloo \| Sergei Bondarchuk \| Orson Welles \| \| 1996 \| Beaumarchais, l'insolent \| Édouard Molinaro \| Pierre Gérard \| \| 1998 \| Le Radeau de la Méduse \| Iradj Azimi \| André Penvern \| \| 2006 \| Marie Antoinette \| Sofia Coppola \| Sebastian Armesto \| \| 2012 \| Les Adieux à la reine \| Benoît Jacquot \| Grégory Gadebois \| |                                     |                               |                   |
| Año | Película                            | Director                      | Actor             |
| 1934 | El conde se Montecristo             | Rowland V. Lee                | Ferdinand Munier  |
| 1938 | Marie-Antoinette                    | W.S. Van Dyke Julien Duvivier | Albert Dekker     |
| 1938 | Remontons les Champs-Élysées        | Sacha Guitry                  | Philippe Richard  |
| 1942 | La Duchesse de Langeais             | Jacques de Baroncelli         | Gaston Mauger     |
| 1942 | Le Destin fabuleux de Désirée Clary | Sacha Guitry                  | Gaston Mauger     |
| 1948 | Le Diable boiteux                   | Sacha Guitry                  | Henry Laverne     |
| 1955 | Napoléon                            | Sacha Guitry                  | Lucien Baroux     |
| 1956 | María Antonieta, reina de Francia   | Jean Delannoy                 | Jacques Bergerac  |
| 1961 | La Fayette                          | Jean Dréville                 | Henri Tisot       |
| 1970 | Waterloo                            | Sergei Bondarchuk             | Orson Welles      |
| 1996 | Beaumarchais, l'insolent            | Édouard Molinaro              | Pierre Gérard     |
| 1998 | Le Radeau de la Méduse              | Iradj Azimi                   | André Penvern     |
| 2006 | Marie Antoinette                    | Sofia Coppola                 | Sebastian Armesto |
| 2012 | Les Adieux à la reine               | Benoît Jacquot                | Grégory Gadebois  |

| \| Año \| Serie \| Actor \| \| ---- \| ---------------------------------------------- \| ----------------------------- \| \| 1975 \| Marie-Antoinette \| Gérard Caillaud \| \| 1979 \| Le Comte de Monte-Cristo \| Jean Turlier \| \| 1989 \| La Comtesse de Charny \| Marion Sarraut Serge Beauvoir \| \| 1989 \| Les Jupons de la Révolution \| Vincent Solignac \| \| 2002 \| Napoléon \| André Chaumeau \| \| 2006 \| Marie-Antoinette \| Vincent Champoux \| \| 2011 \| Louis XVI, l'homme qui ne voulait pas être roi \| Matthieu Rozé \| |                                                |                               |
| Año | Serie                                          | Actor                         |
| 1975 | Marie-Antoinette                               | Gérard Caillaud               |
| 1979 | Le Comte de Monte-Cristo                       | Jean Turlier                  |
| 1989 | La Comtesse de Charny                          | Marion Sarraut Serge Beauvoir |
| 1989 | Les Jupons de la Révolution                    | Vincent Solignac              |
| 2002 | Napoléon                                       | André Chaumeau                |
| 2006 | Marie-Antoinette                               | Vincent Champoux              |
| 2011 | Louis XVI, l'homme qui ne voulait pas être roi | Matthieu Rozé                 |

## Títulos y tratamientos
| ● 17 de noviembre de 1795-8 de junio de 1975:  | Su alteza real Luis Estanislao Javier de Francia, hijo de Francia, conde de Provenza |
| ● 8 de junio de 1975-20 de marzo de 1815:      | Su majestad el rey de Francia y de Navarra                                           |
| ● 20 de marzo de 1815-8 de julio de 1815:      | Su majestad el rey Luis XVIII (1)                                                    |
| ● 8 de julio de 1815-16 de septiembre de 1824: | Su majestad el rey de Francia y de Navarra                                           |

1. título empleado por el bando monárquico durante los Cien Días.

## Órdenes de caballería

### Órdenes francesas
- Gran maestre de la Orden del Espíritu Santo
- Gran maestre de la Orden de San Miguel
- Gran maestre de la Orden de San Luis
- Gran maestre de la Legión de Honor
- Órdenes reunidas de Nuestra Señora del Monte Carmelo y San Lázaro
  - Protector (1814-1824)[153][154]
  - Gran maestre (1772-1814)[154][155]

### Órdenes extranjeras
- Caballero de la Orden del Toisón de Oro (1767)
- Caballero de la Orden de la Jarretera
- Caballero de la Orden del Águila Negra

## Ancestros
| \| \| \| \| \| \| \| \| \| \| \| \| \| \| \| \| \| \| \| \| 16. Luis, el Gran Delfín \| \| \| \| \| \| \| \| \| \| \| \| \| \| \| \| \| \| \| \| \| \| \| \| \| \| \| \| \| \| \| \| \| \| \| \| \| \| \| \| \| \| \| \| \| \| \| \| \| \| \| \| \| \| 8. Luis, Duque de Borgoña \| \| \| \| \| \| \| \| \| \| \| \| \| \| \| \| \| \| \| \| \| \| \| \| \| \| \| \| \| \| \| \| \| \| \| \| \| \| \| \| \| \| \| \| \| \| \| \| \| \| \| \| \| \| 17. María Ana Cristina de Baviera \| \| \| \| \| \| \| \| \| \| \| \| \| \| \| \| \| \| \| \| \| \| \| \| \| \| \| \| \| \| \| \| \| \| \| \| \| \| \| \| \| \| \| \| \| \| \| \| \| \| \| \| \| \| 4. Luis XV de Francia \| \| \| \| \| \| \| \| \| \| \| \| \| \| \| \| \| \| \| \| \| \| \| \| \| \| \| \| \| \| \| \| \| \| \| \| \| \| \| \| \| \| \| \| \| \| \| \| \| \| \| \| \| \| 18. Víctor Amadeo II de Cerdeña \| \| \| \| \| \| \| \| \| \| \| \| \| \| \| \| \| \| \| \| \| \| \| \| \| \| \| \| \| \| \| \| \| \| \| \| \| \| \| \| \| \| \| \| \| \| \| \| \| \| \| \| \| \| 9. María Adelaida de Saboya \| \| \| \| \| \| \| \| \| \| \| \| \| \| \| \| \| \| \| \| \| \| \| \| \| \| \| \| \| \| \| \| \| \| \| \| \| \| \| \| \| \| \| \| \| \| \| \| \| \| \| \| \| \| 19. Ana María de Orleans \| \| \| \| \| \| \| \| \| \| \| \| \| \| \| \| \| \| \| \| \| \| \| \| \| \| \| \| \| \| \| \| \| \| \| \| \| \| \| \| \| \| \| \| \| \| \| \| \| \| \| \| \| \| 2. Luis, Delfín de Francia \| \| \| \| \| \| \| \| \| \| \| \| \| \| \| \| \| \| \| \| \| \| \| \| \| \| \| \| \| \| \| \| \| \| \| \| \| \| \| \| \| \| \| \| \| \| \| \| \| \| \| \| \| \| 20. Rafael Leszczynski \| \| \| \| \| \| \| \| \| \| \| \| \| \| \| \| \| \| \| \| \| \| \| \| \| \| \| \| \| \| \| \| \| \| \| \| \| \| \| \| \| \| \| \| \| \| \| \| \| \| \| \| \| \| 10. Estanislao I Leszczynski \| \| \| \| \| \| \| \| \| \| \| \| \| \| \| \| \| \| \| \| \| \| \| \| \| \| \| \| \| \| \| \| \| \| \| \| \| \| \| \| \| \| \| \| \| \| \| \| \| \| \| \| \| \| 21. Ana Jablonowska \| \| \| \| \| \| \| \| \| \| \| \| \| \| \| \| \| \| \| \| \| \| \| \| \| \| \| \| \| \| \| \| \| \| \| \| \| \| \| \| \| \| \| \| \| \| \| \| \| \| \| \| \| \| 5. María Leszczynska \| \| \| \| \| \| \| \| \| \| \| \| \| \| \| \| \| \| \| \| \| \| \| \| \| \| \| \| \| \| \| \| \| \| \| \| \| \| \| \| \| \| \| \| \| \| \| \| \| \| \| \| \| \| 22. Juan Carlos Opalinski \| \| \| \| \| \| \| \| \| \| \| \| \| \| \| \| \| \| \| \| \| \| \| \| \| \| \| \| \| \| \| \| \| \| \| \| \| \| \| \| \| \| \| \| \| \| \| \| \| \| \| \| \| \| 11. Catalina Opalinska \| \| \| \| \| \| \| \| \| \| \| \| \| \| \| \| \| \| \| \| \| \| \| \| \| \| \| \| \| \| \| \| \| \| \| \| \| \| \| \| \| \| \| \| \| \| \| \| \| \| \| \| \| \| 23. Sofía Czarnkowska \| \| \| \| \| \| \| \| \| \| \| \| \| \| \| \| \| \| \| \| \| \| \| \| \| \| \| \| \| \| \| \| \| \| \| \| \| \| \| \| \| \| \| \| \| \| \| \| \| \| \| \| \| \| 1. Luis XVIII de Francia \| \| \| \| \| \| \| \| \| \| \| \| \| \| \| \| \| \| \| \| \| \| \| \| \| \| \| \| \| \| \| \| \| \| \| \| \| \| \| \| \| \| \| \| \| \| \| \| \| \| \| \| \| \| 24. Juan Jorge III de Sajonia \| \| \| \| \| \| \| \| \| \| \| \| \| \| \| \| \| \| \| \| \| \| \| \| \| \| \| \| \| \| \| \| \| \| \| \| \| \| \| \| \| \| \| \| \| \| \| \| \| \| \| \| \| \| 12. Augusto II de Polonia \| \| \| \| \| \| \| \| \| \| \| \| \| \| \| \| \| \| \| \| \| \| \| \| \| \| \| \| \| \| \| \| \| \| \| \| \| \| \| \| \| \| \| \| \| \| \| \| \| \| \| \| \| \| 25. Ana Sofía de Dinamarca \| \| \| \| \| \| \| \| \| \| \| \| \| \| \| \| \| \| \| \| \| \| \| \| \| \| \| \| \| \| \| \| \| \| \| \| \| \| \| \| \| \| \| \| \| \| \| \| \| \| \| \| \| \| 6. Augusto III de Polonia \| \| \| \| \| \| \| \| \| \| \| \| \| \| \| \| \| \| \| \| \| \| \| \| \| \| \| \| \| \| \| \| \| \| \| \| \| \| \| \| \| \| \| \| \| \| \| \| \| \| \| \| \| \| 26. Cristián Ernesto de Brandeburgo-Bayreuth \| \| \| \| \| \| \| \| \| \| \| \| \| \| \| \| \| \| \| \| \| \| \| \| \| \| \| \| \| \| \| \| \| \| \| \| \| \| \| \| \| \| \| \| \| \| \| \| \| \| \| \| \| \| 13. Cristiana Eberardina de Brandeburgo-Bayreuth \| \| \| \| \| \| \| \| \| \| \| \| \| \| \| \| \| \| \| \| \| \| \| \| \| \| \| \| \| \| \| \| \| \| \| \| \| \| \| \| \| \| \| \| \| \| \| \| \| \| \| \| \| \| 27. Sofía Luisa de Wurtenberg \| \| \| \| \| \| \| \| \| \| \| \| \| \| \| \| \| \| \| \| \| \| \| \| \| \| \| \| \| \| \| \| \| \| \| \| \| \| \| \| \| \| \| \| \| \| \| \| \| \| \| \| \| \| 3. María Josefa de Sajonia \| \| \| \| \| \| \| \| \| \| \| \| \| \| \| \| \| \| \| \| \| \| \| \| \| \| \| \| \| \| \| \| \| \| \| \| \| \| \| \| \| \| \| \| \| \| \| \| \| \| \| \| \| \| 28. Leopoldo I del Sacro Imperio \| \| \| \| \| \| \| \| \| \| \| \| \| \| \| \| \| \| \| \| \| \| \| \| \| \| \| \| \| \| \| \| \| \| \| \| \| \| \| \| \| \| \| \| \| \| \| \| \| \| \| \| \| \| 14. José I del Sacro Imperio \| \| \| \| \| \| \| \| \| \| \| \| \| \| \| \| \| \| \| \| \| \| \| \| \| \| \| \| \| \| \| \| \| \| \| \| \| \| \| \| \| \| \| \| \| \| \| \| \| \| \| \| \| \| 29. Leonor Magdalena de Palatinado-Neoburgo \| \| \| \| \| \| \| \| \| \| \| \| \| \| \| \| \| \| \| \| \| \| \| \| \| \| \| \| \| \| \| \| \| \| \| \| \| \| \| \| \| \| \| \| \| \| \| \| \| \| \| \| \| \| 7. María Josefa de Austria \| \| \| \| \| \| \| \| \| \| \| \| \| \| \| \| \| \| \| \| \| \| \| \| \| \| \| \| \| \| \| \| \| \| \| \| \| \| \| \| \| \| \| \| \| \| \| \| \| \| \| \| \| \| 30. Juan Federico de Brunswick \| \| \| \| \| \| \| \| \| \| \| \| \| \| \| \| \| \| \| \| \| \| \| \| \| \| \| \| \| \| \| \| \| \| \| \| \| \| \| \| \| \| \| \| \| \| \| \| \| \| \| \| \| \| 15. Guillermina Amalia de Brunswick \| \| \| \| \| \| \| \| \| \| \| \| \| \| \| \| \| \| \| \| \| \| \| \| \| \| \| \| \| \| \| \| \| \| \| \| \| \| \| \| \| \| \| \| \| \| \| \| \| \| \| \| \| \| 31. Benedicta Enriqueta del Palatinado \| \| \| \| \| \| \| \| \| \| \| \| \| \| \| \| \| \| \| \| \| \| \| \| \| \| \| \| \| \| \| \| \| \| \| \| \| \| \| \| \| \| \| \| \| \| \| \| \| \| \| \| |                                                  |  |  |  |  |  |  |  |  |  |  |  |  |  |  |  |
| |                                                  |  |  |  |  |  |  |  |  |  |  |  |  |  |  |  |
| | 16. Luis, el Gran Delfín                         |  |  |  |  |  |  |  |  |  |  |  |  |  |  |  |
| |                                                  |  |  |  |  |  |  |  |  |  |  |  |  |  |  |  |
| |                                                  |  |  |  |  |  |  |  |  |  |  |  |  |  |  |  |
| | 8. Luis, Duque de Borgoña                        |  |  |  |  |  |  |  |  |  |  |  |  |  |  |  |
| |                                                  |  |  |  |  |  |  |  |  |  |  |  |  |  |  |  |
| |                                                  |  |  |  |  |  |  |  |  |  |  |  |  |  |  |  |
| | 17. María Ana Cristina de Baviera                |  |  |  |  |  |  |  |  |  |  |  |  |  |  |  |
| |                                                  |  |  |  |  |  |  |  |  |  |  |  |  |  |  |  |
| |                                                  |  |  |  |  |  |  |  |  |  |  |  |  |  |  |  |
| | 4. Luis XV de Francia                            |  |  |  |  |  |  |  |  |  |  |  |  |  |  |  |
| |                                                  |  |  |  |  |  |  |  |  |  |  |  |  |  |  |  |
| |                                                  |  |  |  |  |  |  |  |  |  |  |  |  |  |  |  |
| | 18. Víctor Amadeo II de Cerdeña                  |  |  |  |  |  |  |  |  |  |  |  |  |  |  |  |
| |                                                  |  |  |  |  |  |  |  |  |  |  |  |  |  |  |  |
| |                                                  |  |  |  |  |  |  |  |  |  |  |  |  |  |  |  |
| | 9. María Adelaida de Saboya                      |  |  |  |  |  |  |  |  |  |  |  |  |  |  |  |
| |                                                  |  |  |  |  |  |  |  |  |  |  |  |  |  |  |  |
| |                                                  |  |  |  |  |  |  |  |  |  |  |  |  |  |  |  |
| | 19. Ana María de Orleans                         |  |  |  |  |  |  |  |  |  |  |  |  |  |  |  |
| |                                                  |  |  |  |  |  |  |  |  |  |  |  |  |  |  |  |
| |                                                  |  |  |  |  |  |  |  |  |  |  |  |  |  |  |  |
| | 2. Luis, Delfín de Francia                       |  |  |  |  |  |  |  |  |  |  |  |  |  |  |  |
| |                                                  |  |  |  |  |  |  |  |  |  |  |  |  |  |  |  |
| |                                                  |  |  |  |  |  |  |  |  |  |  |  |  |  |  |  |
| | 20. Rafael Leszczynski                           |  |  |  |  |  |  |  |  |  |  |  |  |  |  |  |
| |                                                  |  |  |  |  |  |  |  |  |  |  |  |  |  |  |  |
| |                                                  |  |  |  |  |  |  |  |  |  |  |  |  |  |  |  |
| | 10. Estanislao I Leszczynski                     |  |  |  |  |  |  |  |  |  |  |  |  |  |  |  |
| |                                                  |  |  |  |  |  |  |  |  |  |  |  |  |  |  |  |
| |                                                  |  |  |  |  |  |  |  |  |  |  |  |  |  |  |  |
| | 21. Ana Jablonowska                              |  |  |  |  |  |  |  |  |  |  |  |  |  |  |  |
| |                                                  |  |  |  |  |  |  |  |  |  |  |  |  |  |  |  |
| |                                                  |  |  |  |  |  |  |  |  |  |  |  |  |  |  |  |
| | 5. María Leszczynska                             |  |  |  |  |  |  |  |  |  |  |  |  |  |  |  |
| |                                                  |  |  |  |  |  |  |  |  |  |  |  |  |  |  |  |
| |                                                  |  |  |  |  |  |  |  |  |  |  |  |  |  |  |  |
| | 22. Juan Carlos Opalinski                        |  |  |  |  |  |  |  |  |  |  |  |  |  |  |  |
| |                                                  |  |  |  |  |  |  |  |  |  |  |  |  |  |  |  |
| |                                                  |  |  |  |  |  |  |  |  |  |  |  |  |  |  |  |
| | 11. Catalina Opalinska                           |  |  |  |  |  |  |  |  |  |  |  |  |  |  |  |
| |                                                  |  |  |  |  |  |  |  |  |  |  |  |  |  |  |  |
| |                                                  |  |  |  |  |  |  |  |  |  |  |  |  |  |  |  |
| | 23. Sofía Czarnkowska                            |  |  |  |  |  |  |  |  |  |  |  |  |  |  |  |
| |                                                  |  |  |  |  |  |  |  |  |  |  |  |  |  |  |  |
| |                                                  |  |  |  |  |  |  |  |  |  |  |  |  |  |  |  |
| | 1. Luis XVIII de Francia                         |  |  |  |  |  |  |  |  |  |  |  |  |  |  |  |
| |                                                  |  |  |  |  |  |  |  |  |  |  |  |  |  |  |  |
| |                                                  |  |  |  |  |  |  |  |  |  |  |  |  |  |  |  |
| | 24. Juan Jorge III de Sajonia                    |  |  |  |  |  |  |  |  |  |  |  |  |  |  |  |
| |                                                  |  |  |  |  |  |  |  |  |  |  |  |  |  |  |  |
| |                                                  |  |  |  |  |  |  |  |  |  |  |  |  |  |  |  |
| | 12. Augusto II de Polonia                        |  |  |  |  |  |  |  |  |  |  |  |  |  |  |  |
| |                                                  |  |  |  |  |  |  |  |  |  |  |  |  |  |  |  |
| |                                                  |  |  |  |  |  |  |  |  |  |  |  |  |  |  |  |
| | 25. Ana Sofía de Dinamarca                       |  |  |  |  |  |  |  |  |  |  |  |  |  |  |  |
| |                                                  |  |  |  |  |  |  |  |  |  |  |  |  |  |  |  |
| |                                                  |  |  |  |  |  |  |  |  |  |  |  |  |  |  |  |
| | 6. Augusto III de Polonia                        |  |  |  |  |  |  |  |  |  |  |  |  |  |  |  |
| |                                                  |  |  |  |  |  |  |  |  |  |  |  |  |  |  |  |
| |                                                  |  |  |  |  |  |  |  |  |  |  |  |  |  |  |  |
| | 26. Cristián Ernesto de Brandeburgo-Bayreuth     |  |  |  |  |  |  |  |  |  |  |  |  |  |  |  |
| |                                                  |  |  |  |  |  |  |  |  |  |  |  |  |  |  |  |
| |                                                  |  |  |  |  |  |  |  |  |  |  |  |  |  |  |  |
| | 13. Cristiana Eberardina de Brandeburgo-Bayreuth |  |  |  |  |  |  |  |  |  |  |  |  |  |  |  |
| |                                                  |  |  |  |  |  |  |  |  |  |  |  |  |  |  |  |
| |                                                  |  |  |  |  |  |  |  |  |  |  |  |  |  |  |  |
| | 27. Sofía Luisa de Wurtenberg                    |  |  |  |  |  |  |  |  |  |  |  |  |  |  |  |
| |                                                  |  |  |  |  |  |  |  |  |  |  |  |  |  |  |  |
| |                                                  |  |  |  |  |  |  |  |  |  |  |  |  |  |  |  |
| | 3. María Josefa de Sajonia                       |  |  |  |  |  |  |  |  |  |  |  |  |  |  |  |
| |                                                  |  |  |  |  |  |  |  |  |  |  |  |  |  |  |  |
| |                                                  |  |  |  |  |  |  |  |  |  |  |  |  |  |  |  |
| | 28. Leopoldo I del Sacro Imperio                 |  |  |  |  |  |  |  |  |  |  |  |  |  |  |  |
| |                                                  |  |  |  |  |  |  |  |  |  |  |  |  |  |  |  |
| |                                                  |  |  |  |  |  |  |  |  |  |  |  |  |  |  |  |
| | 14. José I del Sacro Imperio                     |  |  |  |  |  |  |  |  |  |  |  |  |  |  |  |
| |                                                  |  |  |  |  |  |  |  |  |  |  |  |  |  |  |  |
| |                                                  |  |  |  |  |  |  |  |  |  |  |  |  |  |  |  |
| | 29. Leonor Magdalena de Palatinado-Neoburgo      |  |  |  |  |  |  |  |  |  |  |  |  |  |  |  |
| |                                                  |  |  |  |  |  |  |  |  |  |  |  |  |  |  |  |
| |                                                  |  |  |  |  |  |  |  |  |  |  |  |  |  |  |  |
| | 7. María Josefa de Austria                       |  |  |  |  |  |  |  |  |  |  |  |  |  |  |  |
| |                                                  |  |  |  |  |  |  |  |  |  |  |  |  |  |  |  |
| |                                                  |  |  |  |  |  |  |  |  |  |  |  |  |  |  |  |
| | 30. Juan Federico de Brunswick                   |  |  |  |  |  |  |  |  |  |  |  |  |  |  |  |
| |                                                  |  |  |  |  |  |  |  |  |  |  |  |  |  |  |  |
| |                                                  |  |  |  |  |  |  |  |  |  |  |  |  |  |  |  |
| | 15. Guillermina Amalia de Brunswick              |  |  |  |  |  |  |  |  |  |  |  |  |  |  |  |
| |                                                  |  |  |  |  |  |  |  |  |  |  |  |  |  |  |  |
| |                                                  |  |  |  |  |  |  |  |  |  |  |  |  |  |  |  |
| | 31. Benedicta Enriqueta del Palatinado           |  |  |  |  |  |  |  |  |  |  |  |  |  |  |  |
| |                                                  |  |  |  |  |  |  |  |  |  |  |  |  |  |  |  |
| |                                                  |  |  |  |  |  |  |  |  |  |  |  |  |  |  |  |

## Sucesiones
| Predecesor: Luis XVII                                | Rey titular de Francia 1795-1814                            | Sucesor: Él mismo (como monarca reinante)        |
| Predecesor: Napoleón I (Emperador de los Franceses)  | Rey de Francia y de Navarra Copríncipe de Andorra 1814-1815 | Sucesor: Napoleón I (Emperador de los Franceses) |
| Predecesor: Napoleón II (Emperador de los Franceses) | Rey de Francia y de Navarra Copríncipe de Andorra 1815-1824 | Sucesor: Carlos X                                |